# Nätsnäckor
Nätsnäckor (Nassarius) är ett släkte av snäckor som beskrevs av Duméril 1806. Nätsnäckor ingår i familjen Nassariidae.
Nätsnäckor är enda släktet i familjen Nassariidae.

## Dottertaxa till Nätsnäckor, i alfabetisk ordning[1][2]
- Nassarius acutus
- Nassarius albus
- Nassarius angulicostis
- Nassarius antillarum
- Nassarius arcularius
- Nassarius catallus
- Nassarius cerritensis
- Nassarius consensus
- Nassarius crematus
- Nassarius cremmatus
- Nassarius delosi
- Nassarius fossatus
- Nassarius fraterculus
- Nassarius gallegosi
- Nassarius guaymasensis
- Nassarius hotessieri
- Nassarius howardae
- Nassarius incrassatus
- Nassarius insculptus
- Nassarius iodes
- Nassarius limacinus
- Nassarius luteostoma
- Nassarius mendicus
- Nassarius miser
- Nassarius moestus
- Nassarius nanus
- Nassarius nigrolabra
- Nassarius nitidus
- Nassarius obsoletus
- Nassarius olomea
- Nassarius onchodes
- Nassarius pagodus
- Nassarius papillosus
- Nassarius perpinguis
- Nassarius polygonatus
- Nassarius pygmaeus
- Nassarius reticulatus
- Nassarius rhinetes
- Nassarius scissuratus
- Nassarius shaskyi
- Nassarius splendidulus
- Nassarius tiarula
- Nassarius trivittatus
- Nassarius versicolor
- Nassarius vibex

## Bildgalleri

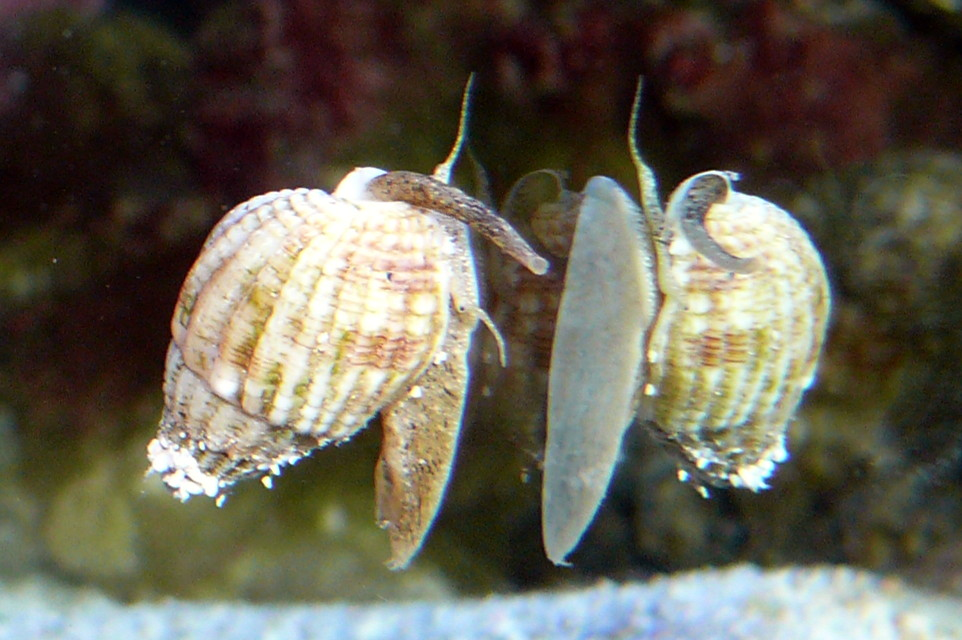
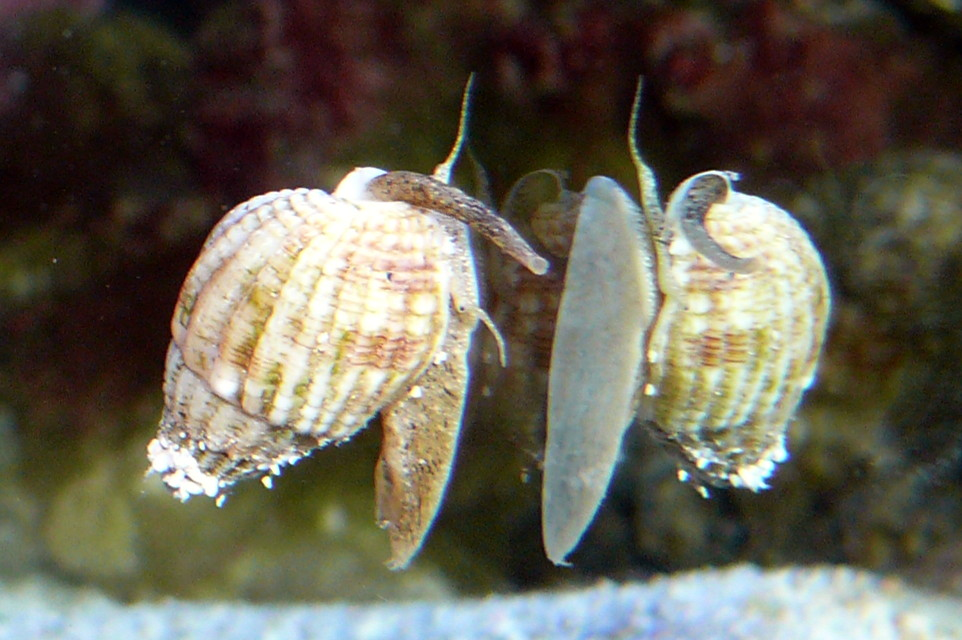
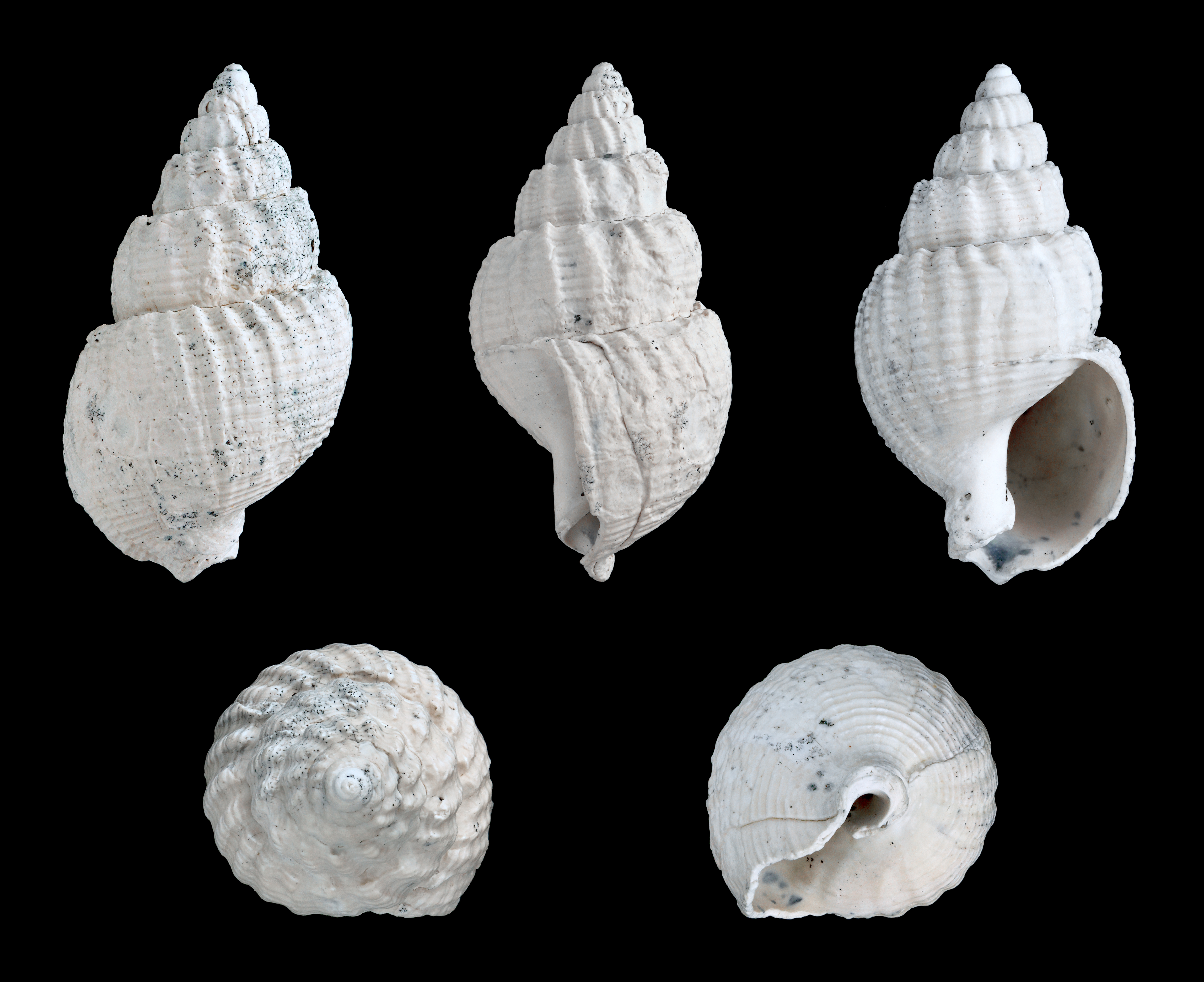
Nassarius scaldisianus
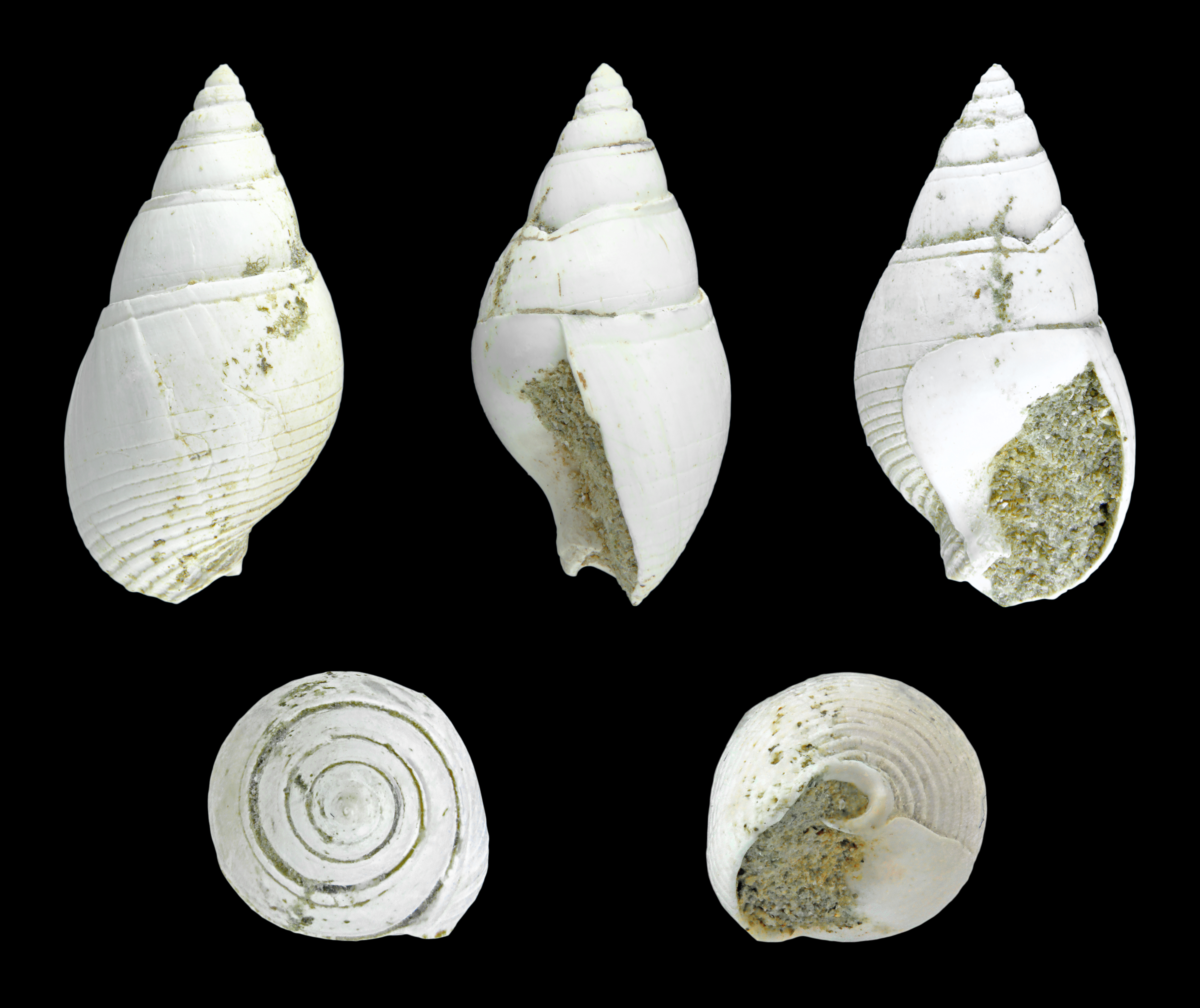
Nassarius semistriatus
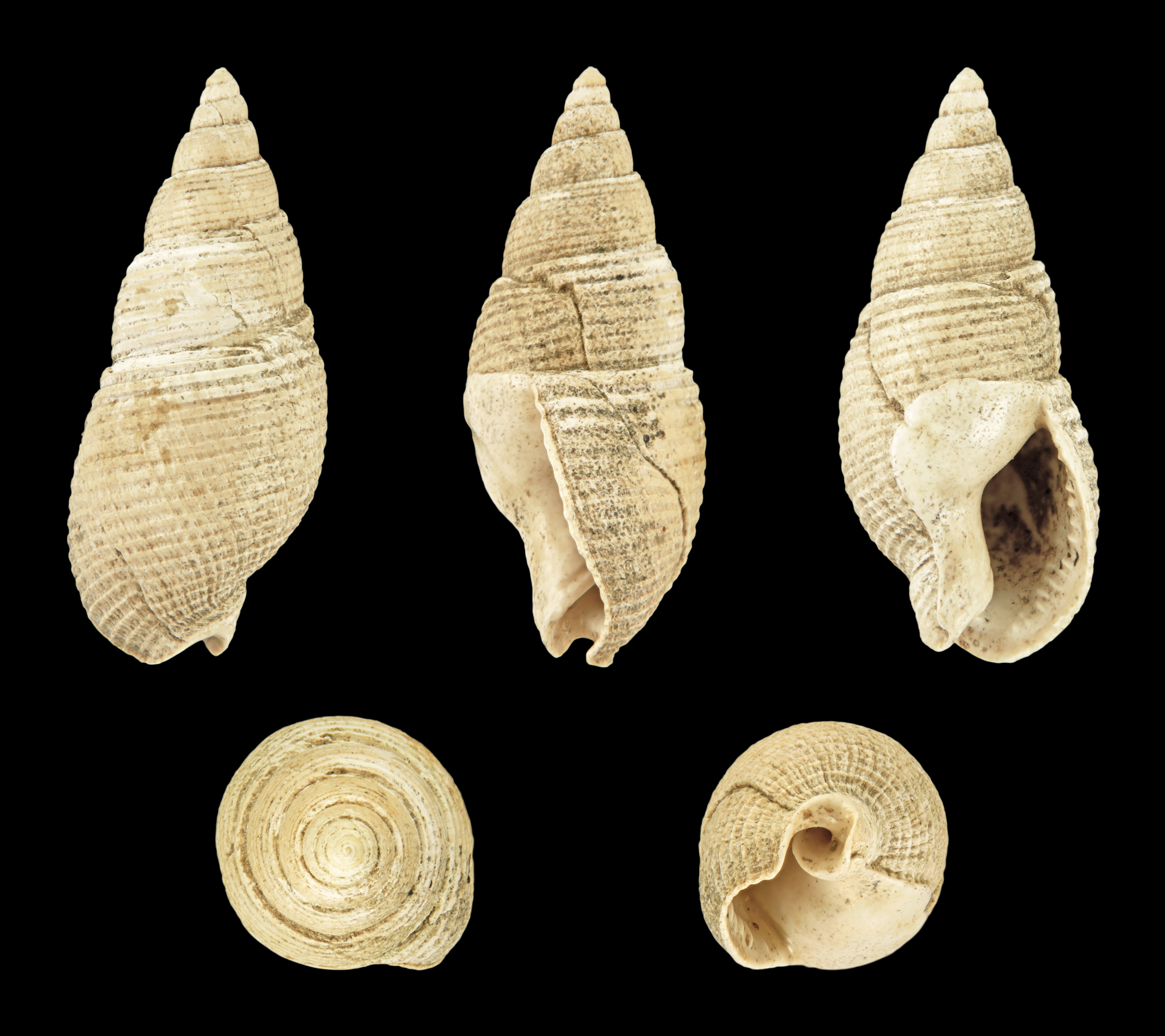
Nassarius semistriatus
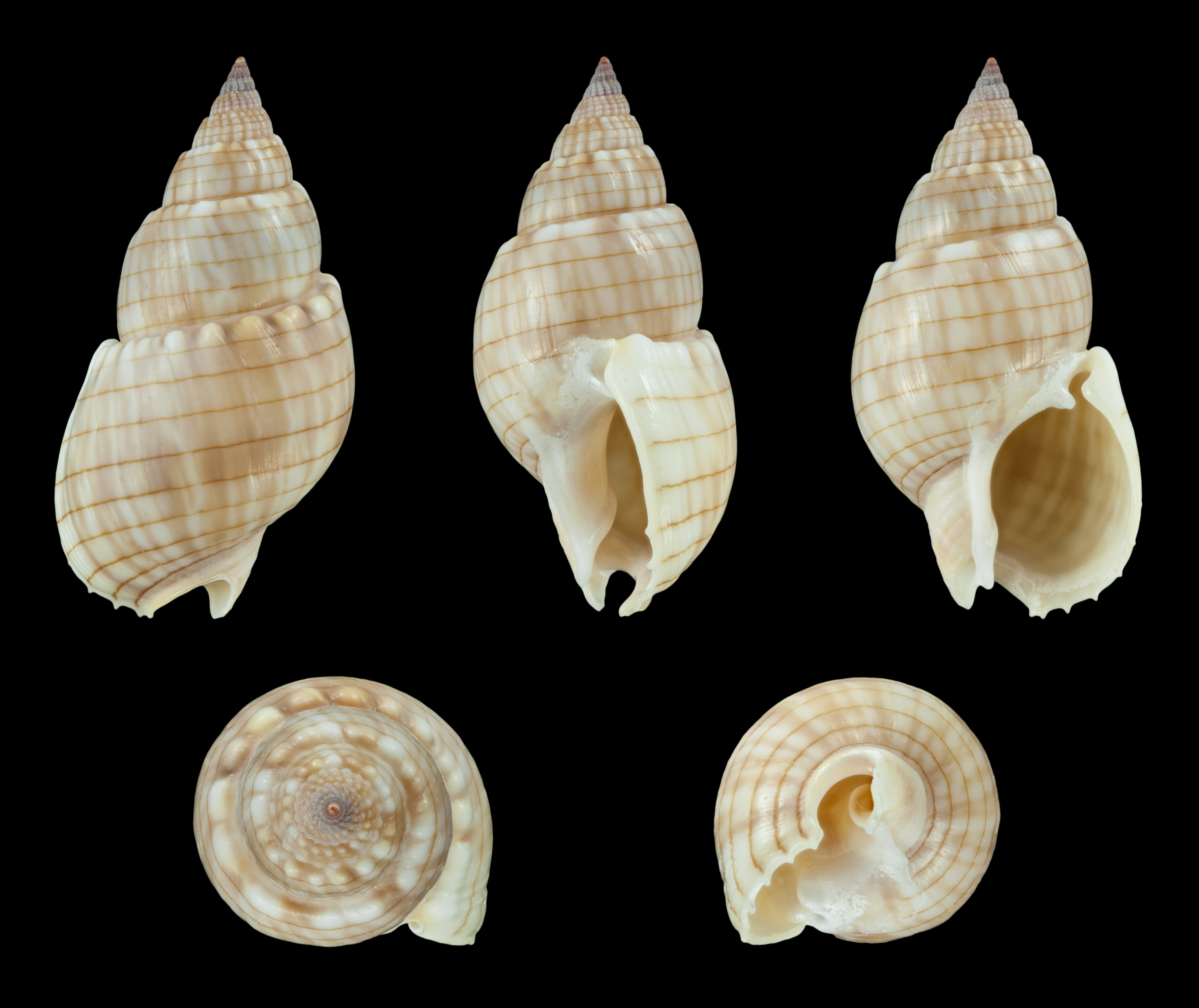
Nassarius (Alectrion) glans glans
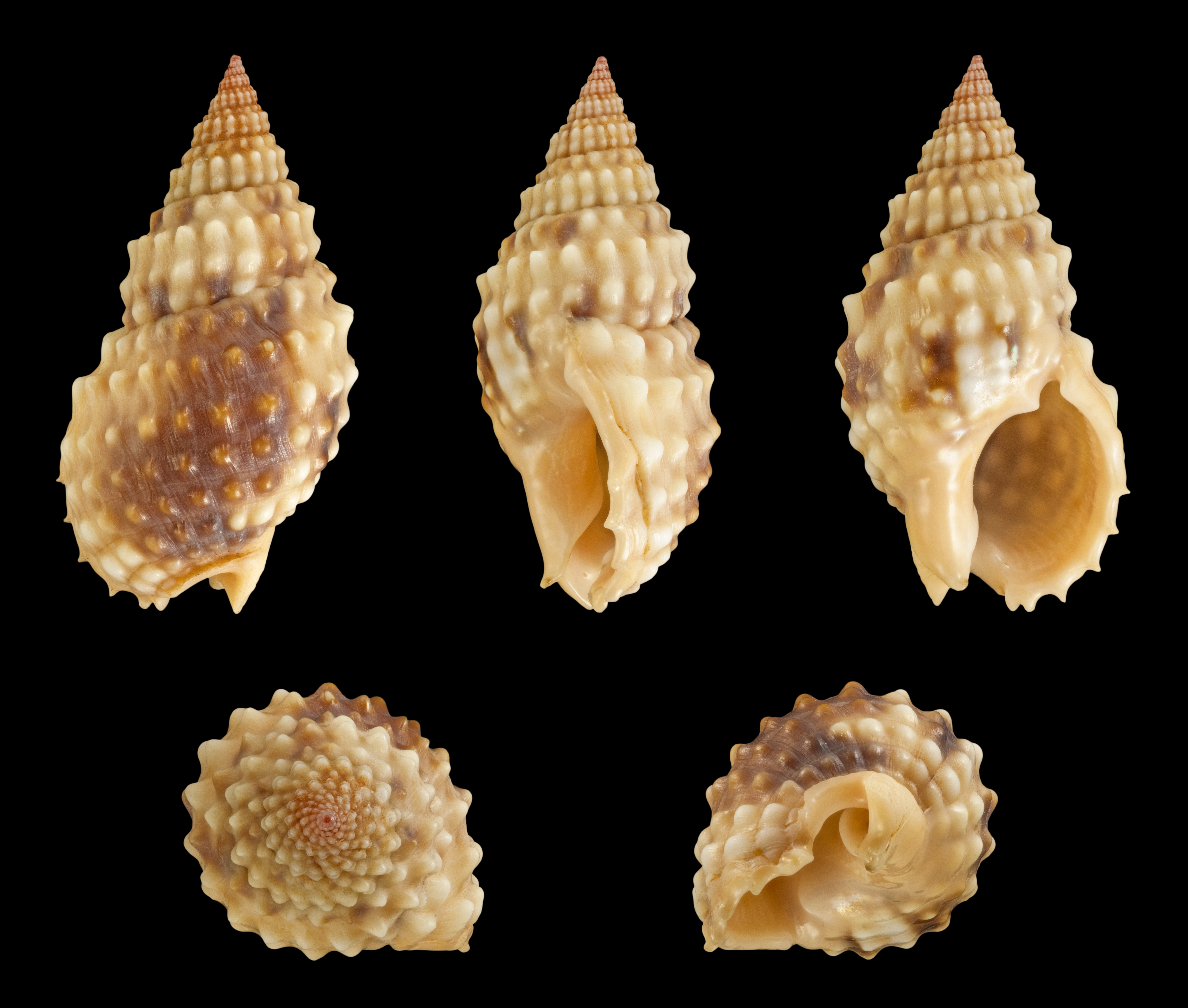
Nassarius (Alectrion) papillosus
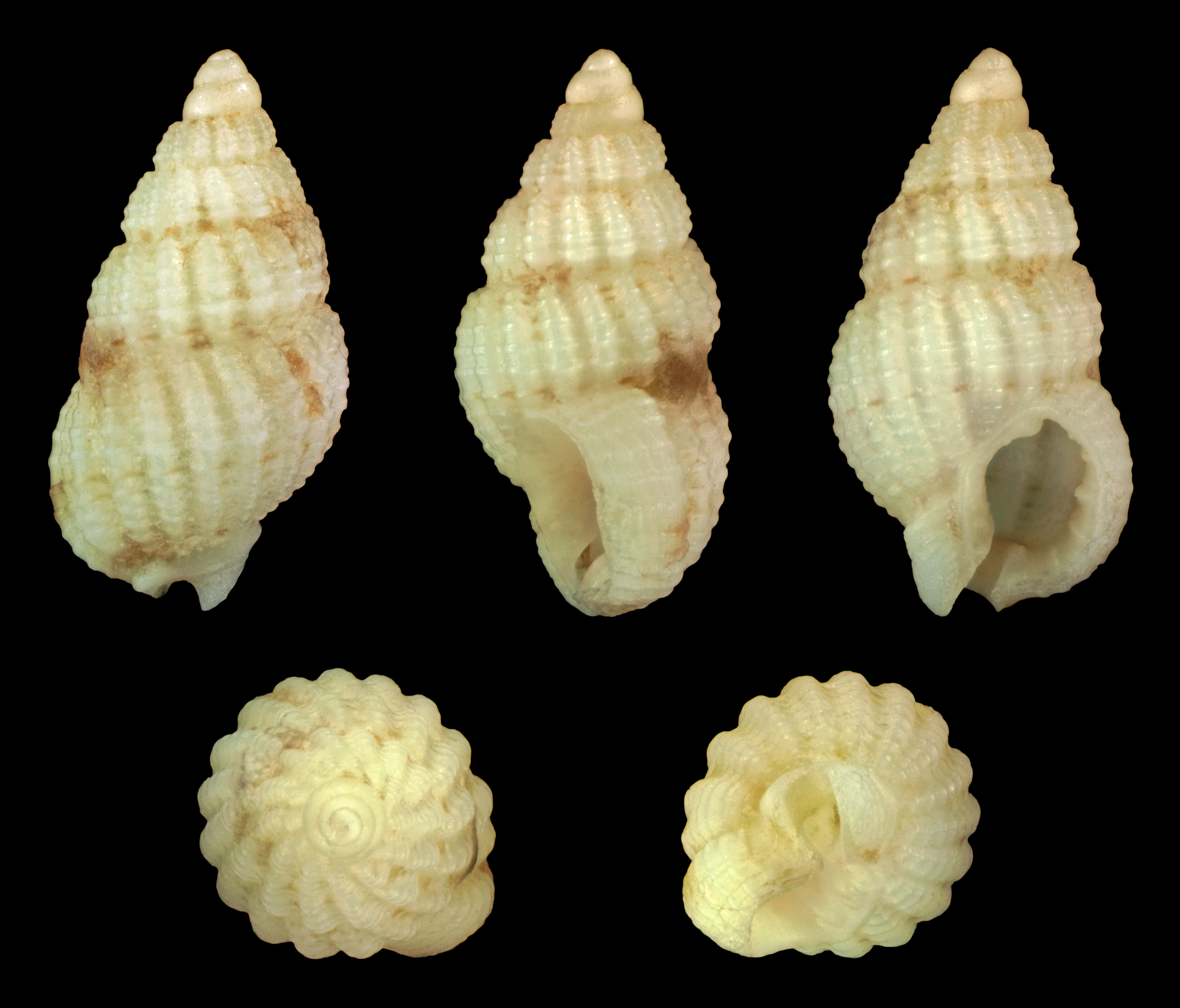
Nassarius (Hima) fuscolineatus
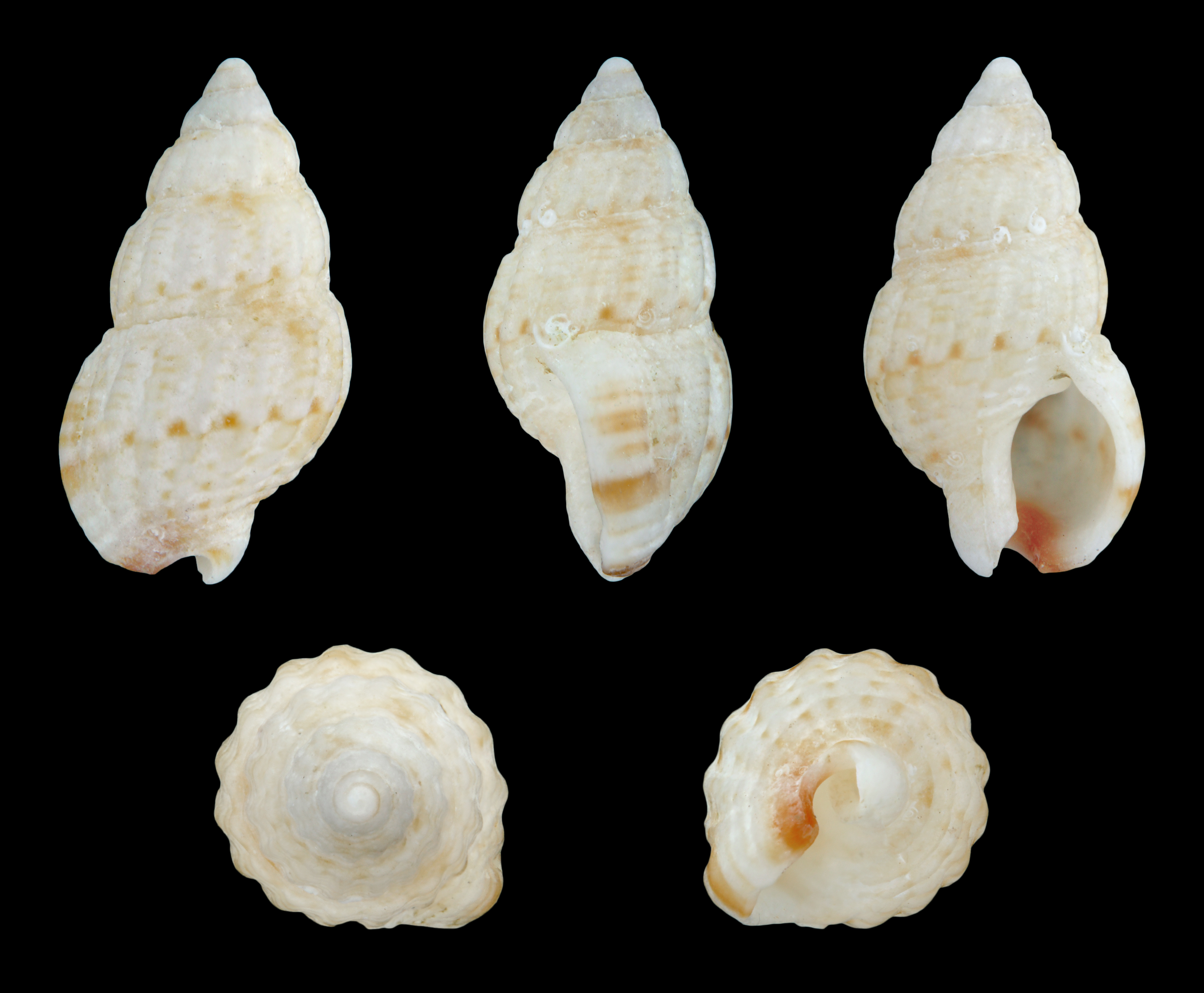
Nassarius (Hima) kochianus
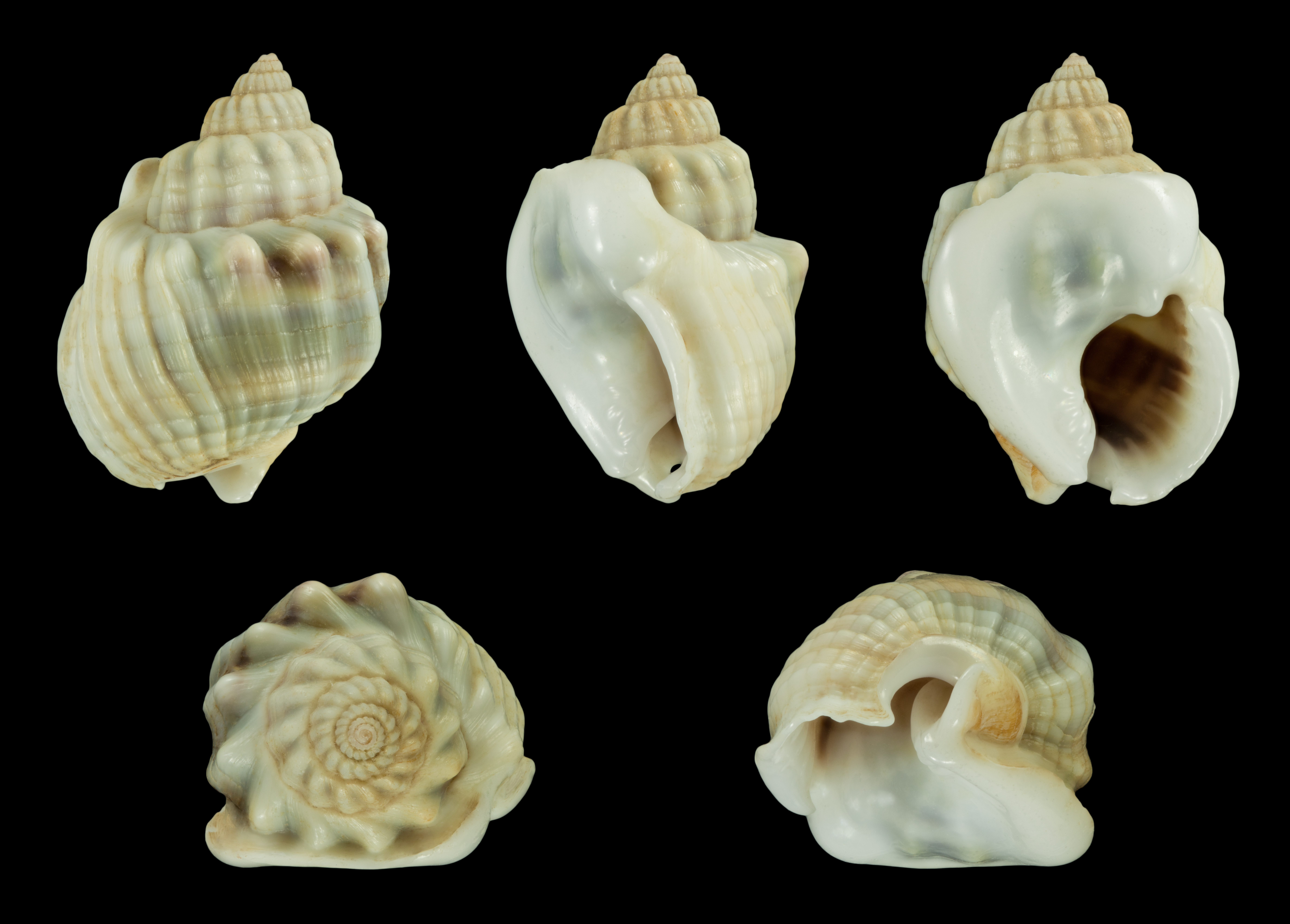
Nassarius (Nassarius) arcularia
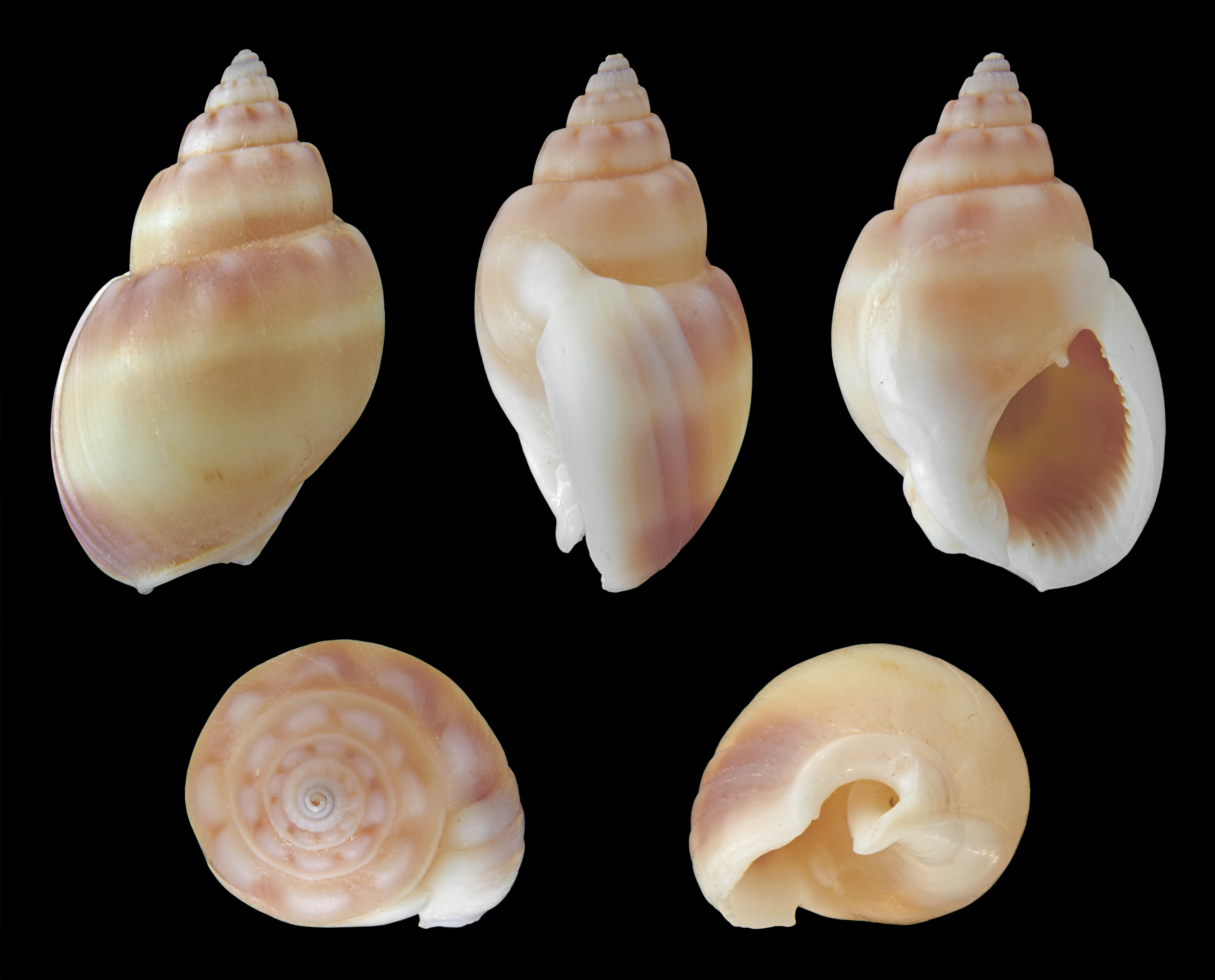
Nassarius (Nassarius) coronatus
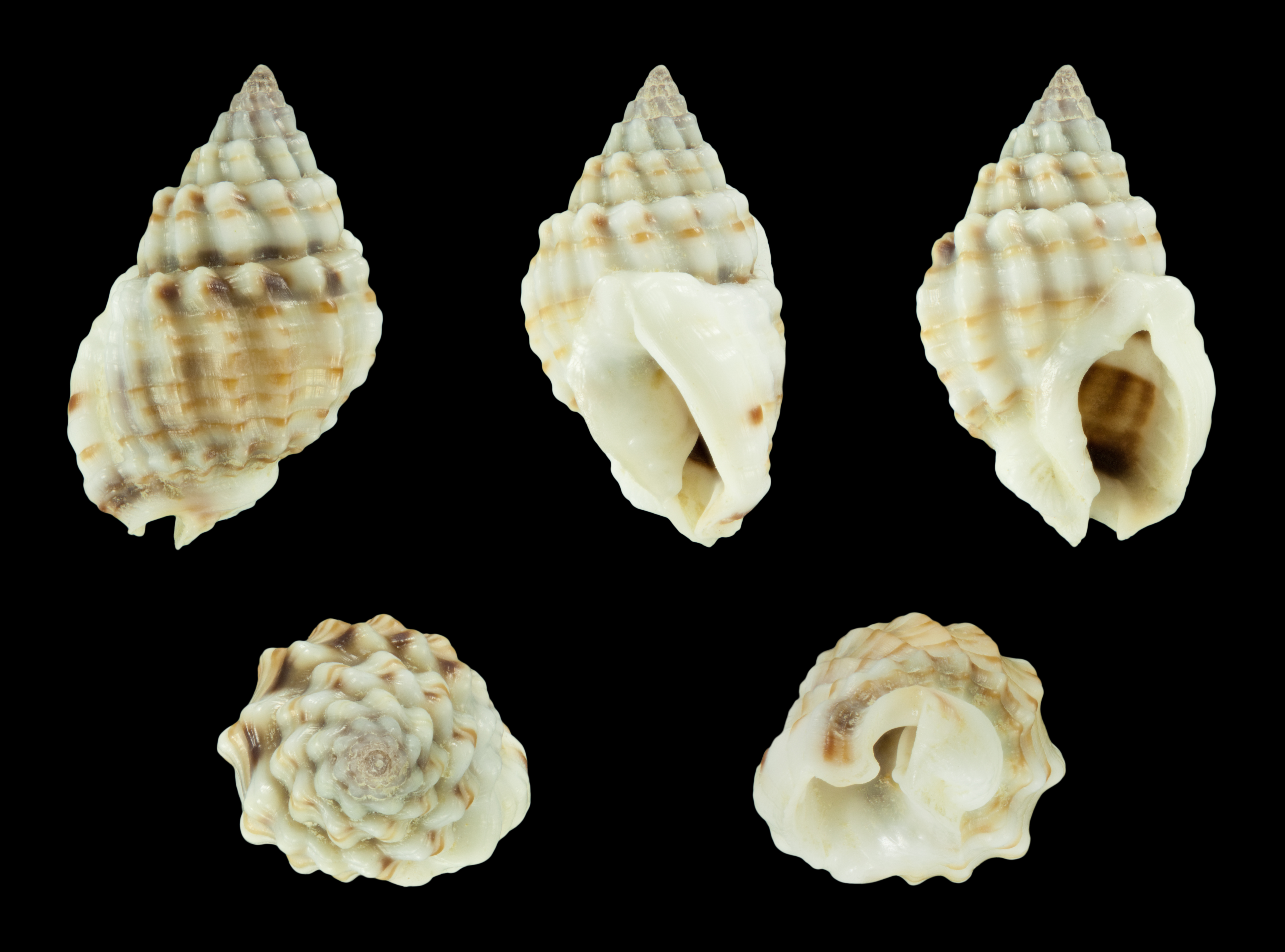
Nassarius (Nassarius) crenoliratus
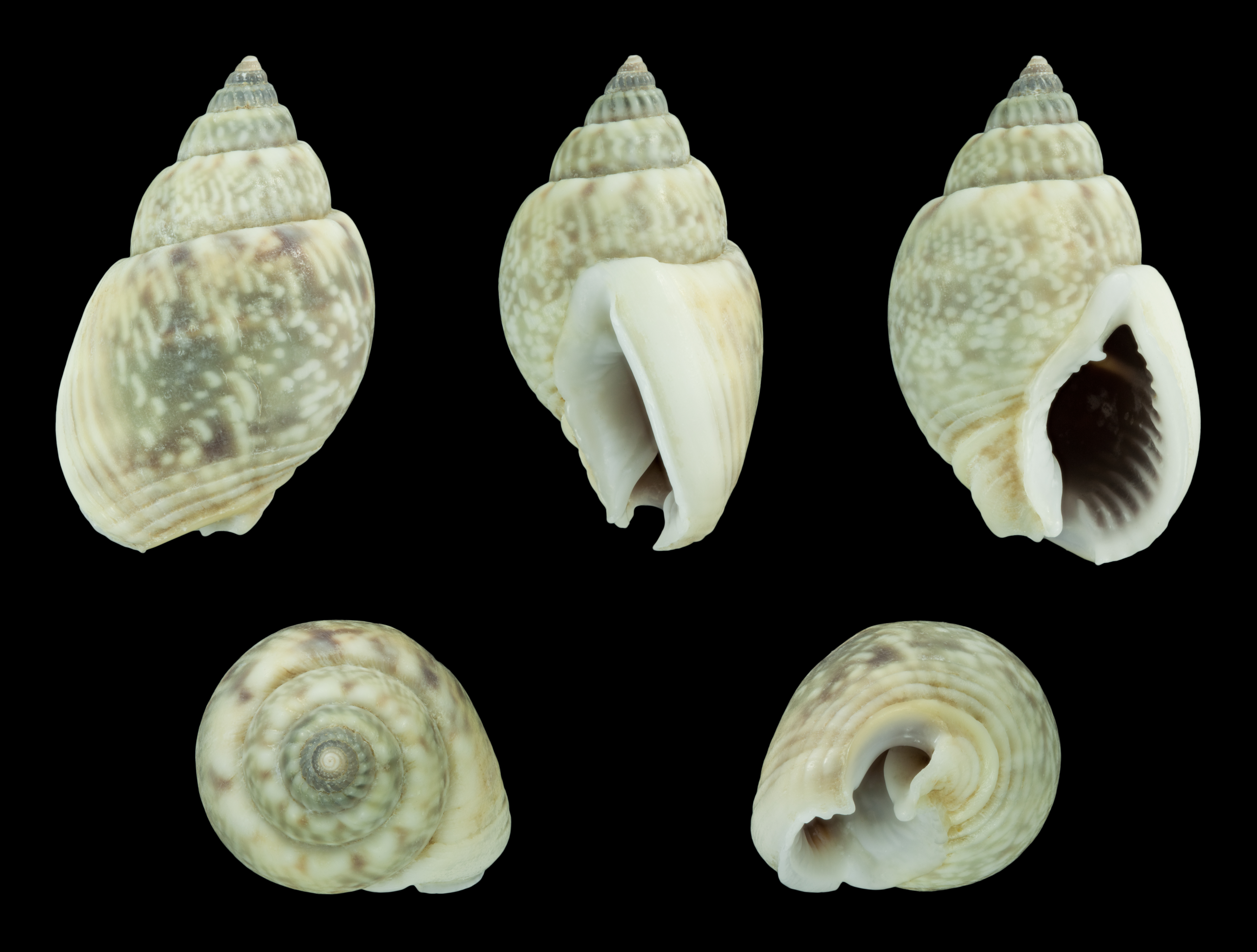
Nassarius (Nassarius) graphiterus
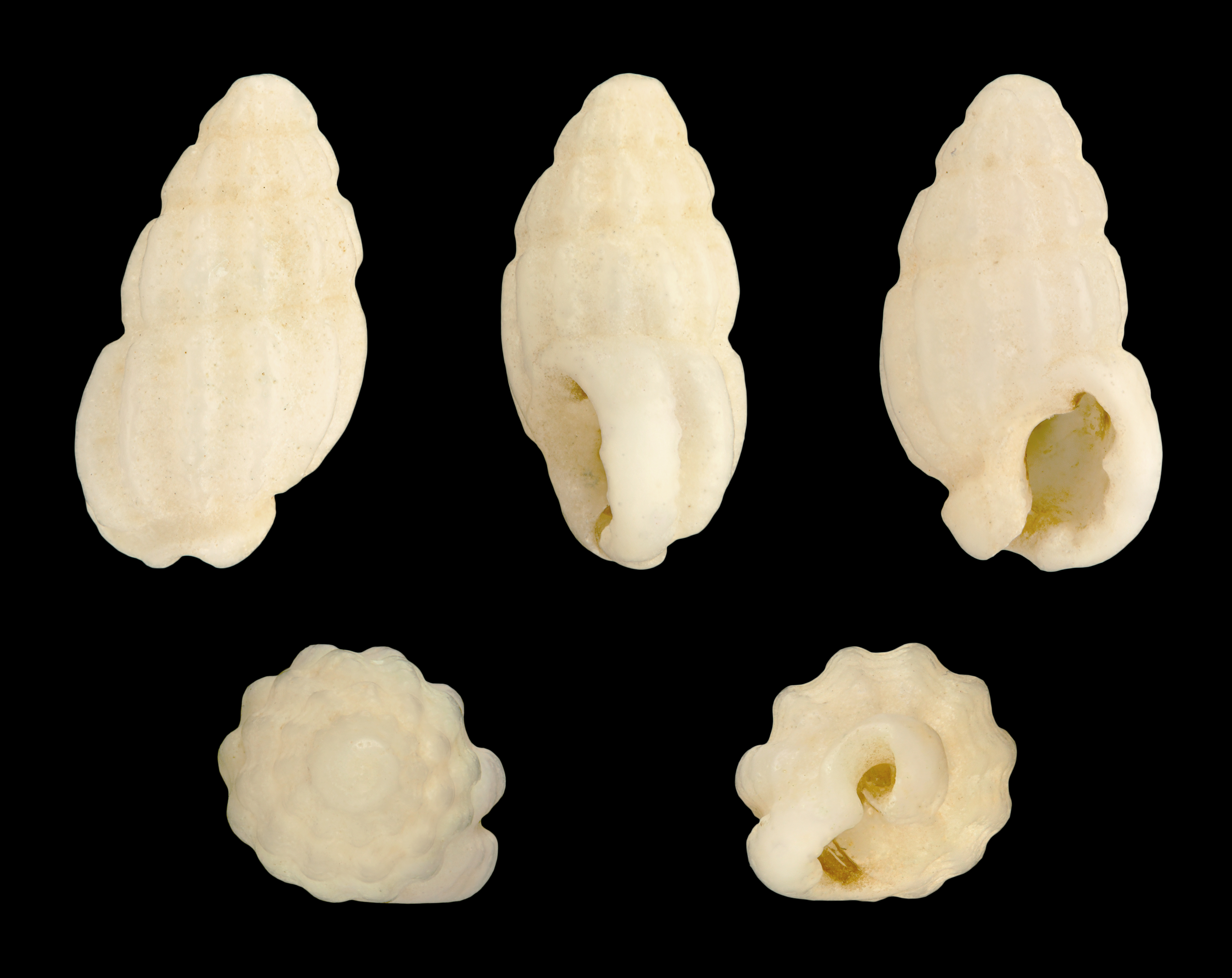
Nassarius (Nassarius) gregarius
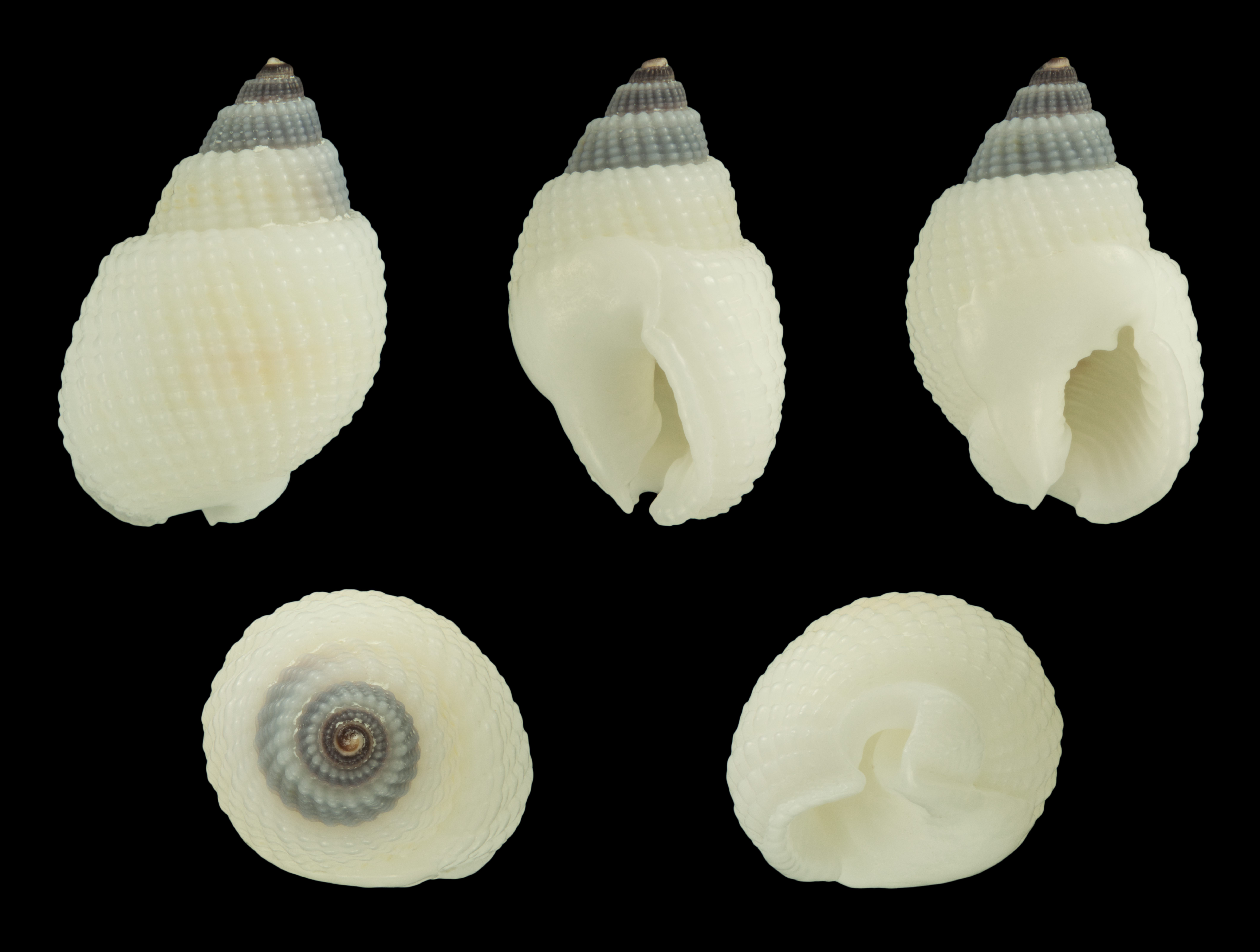
Nassarius (Niotha) albescens albescens
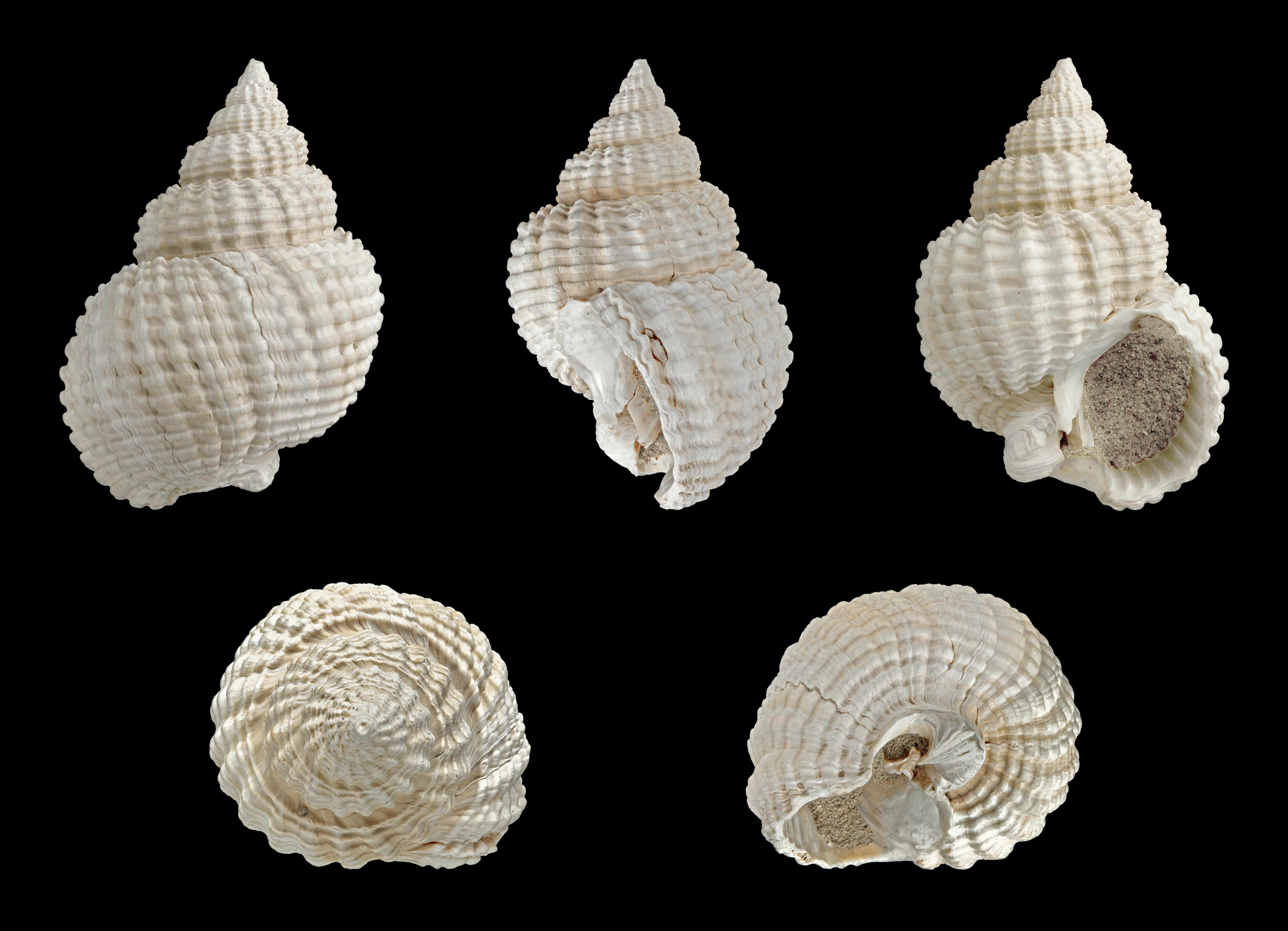
Nassarius (Niotha) conoidalis (fossil)
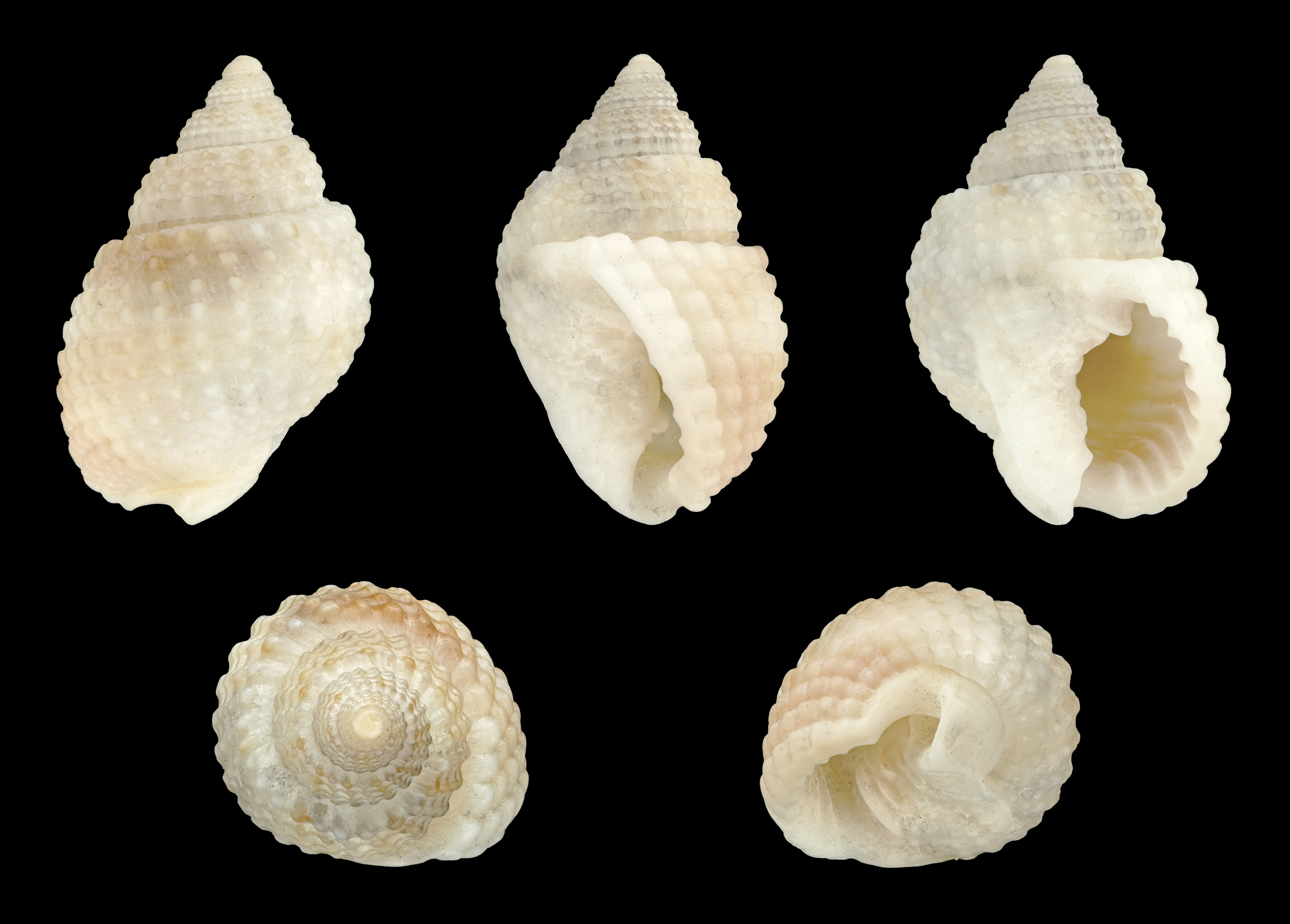
Nassarius (Niotha) conoidalis conoidalis
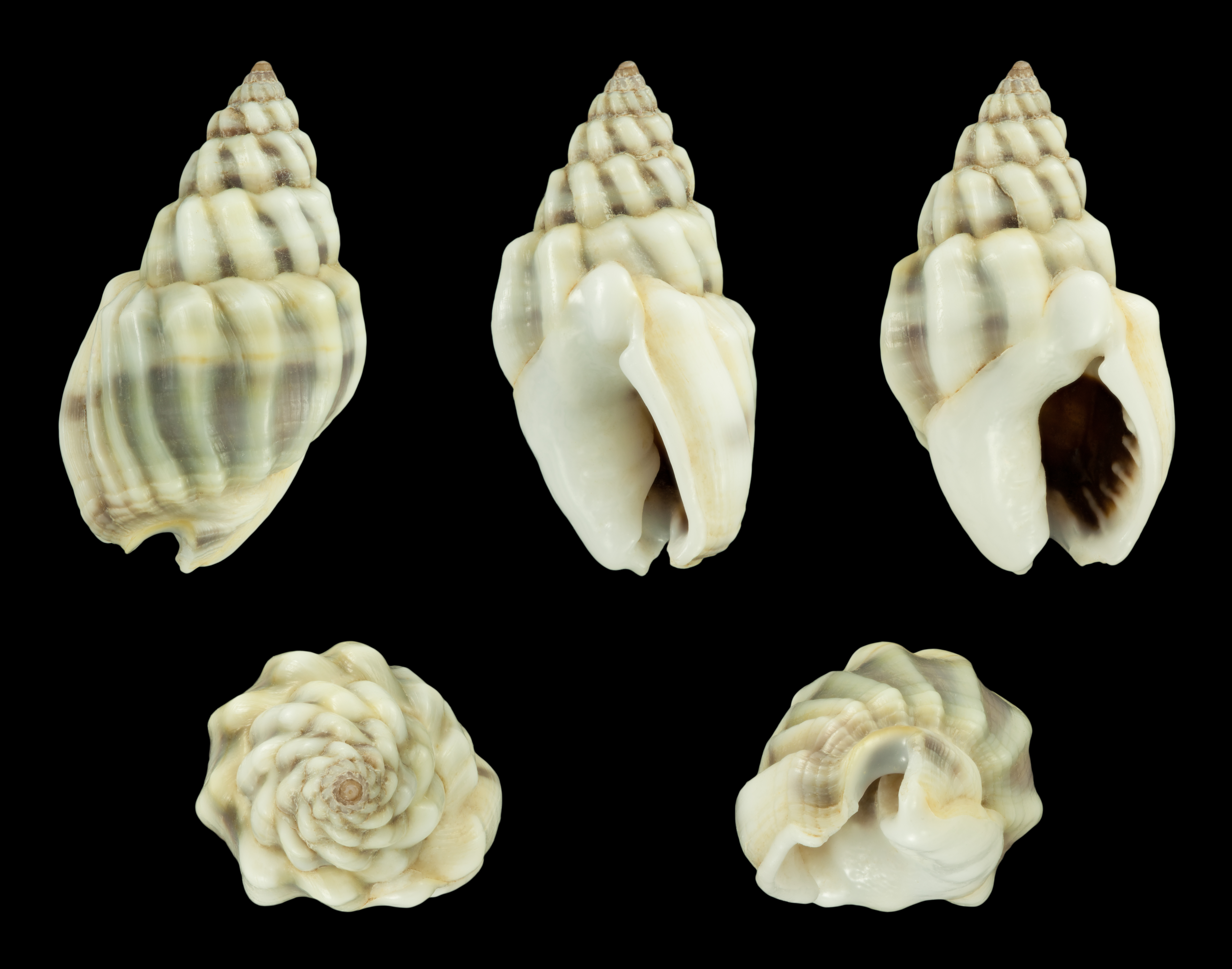
Nassarius (Niotha) coronulus
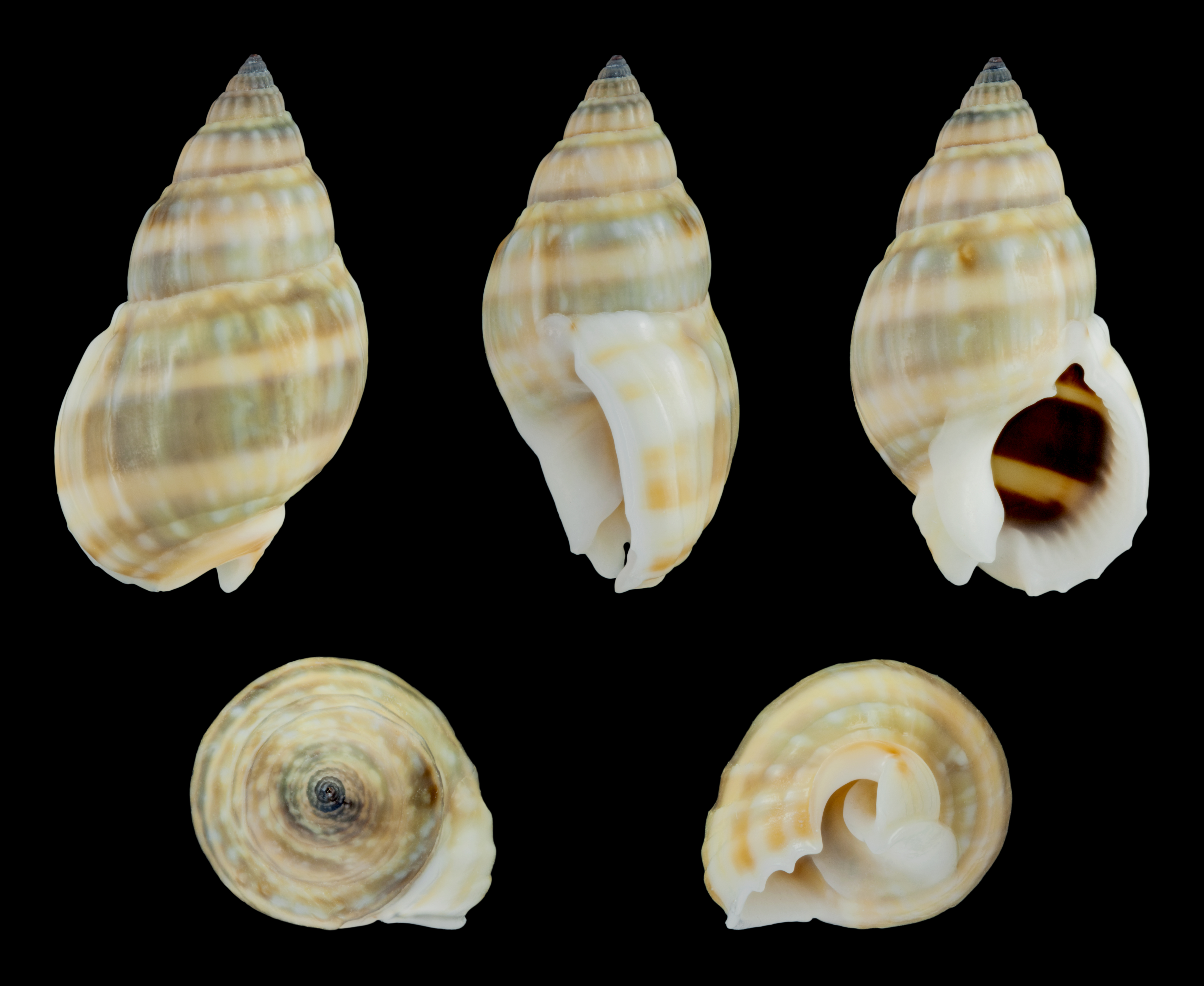
Nassarius (Niotha) distortus (Smooth form)
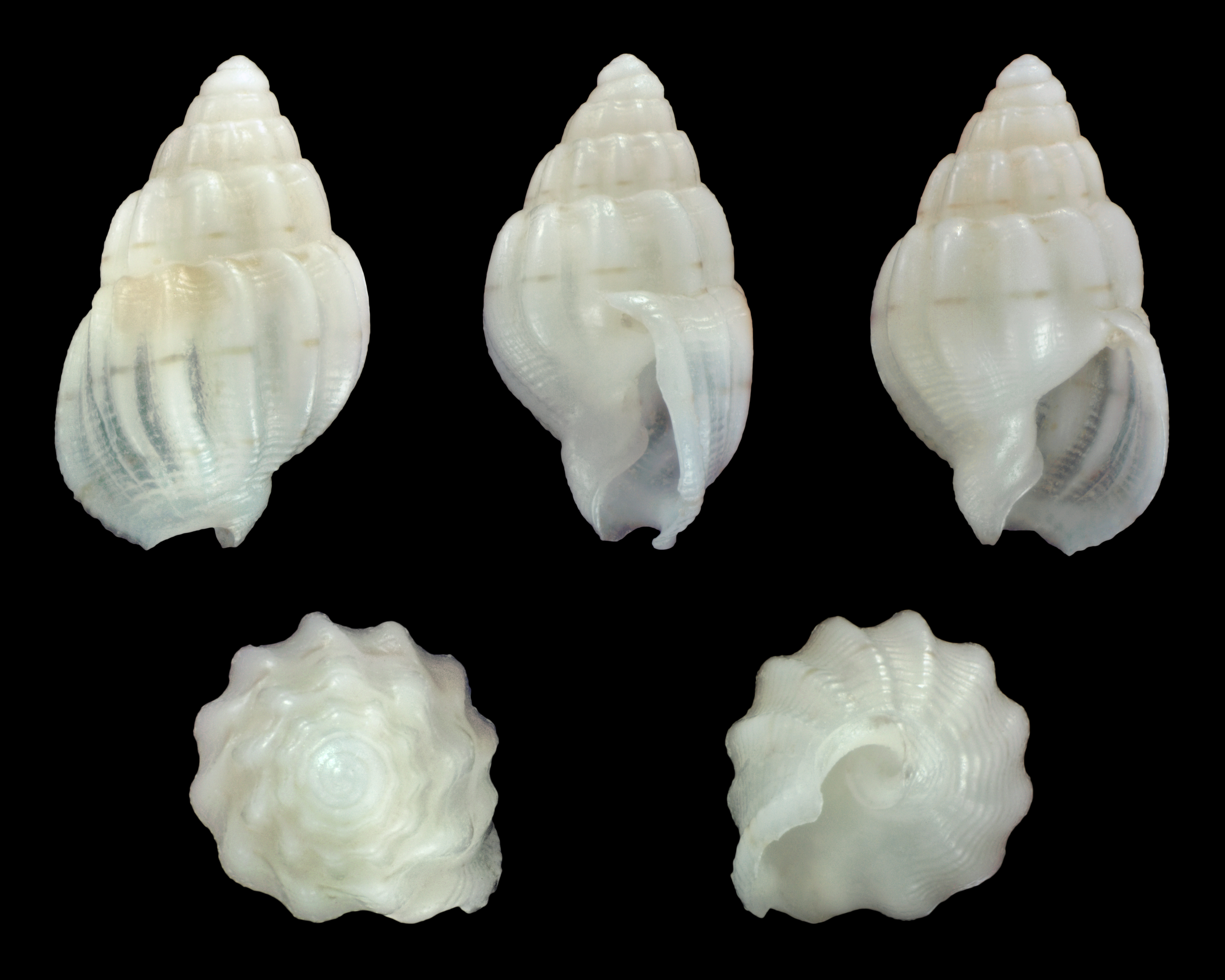
Nassarius (Niotha) ecstilbus
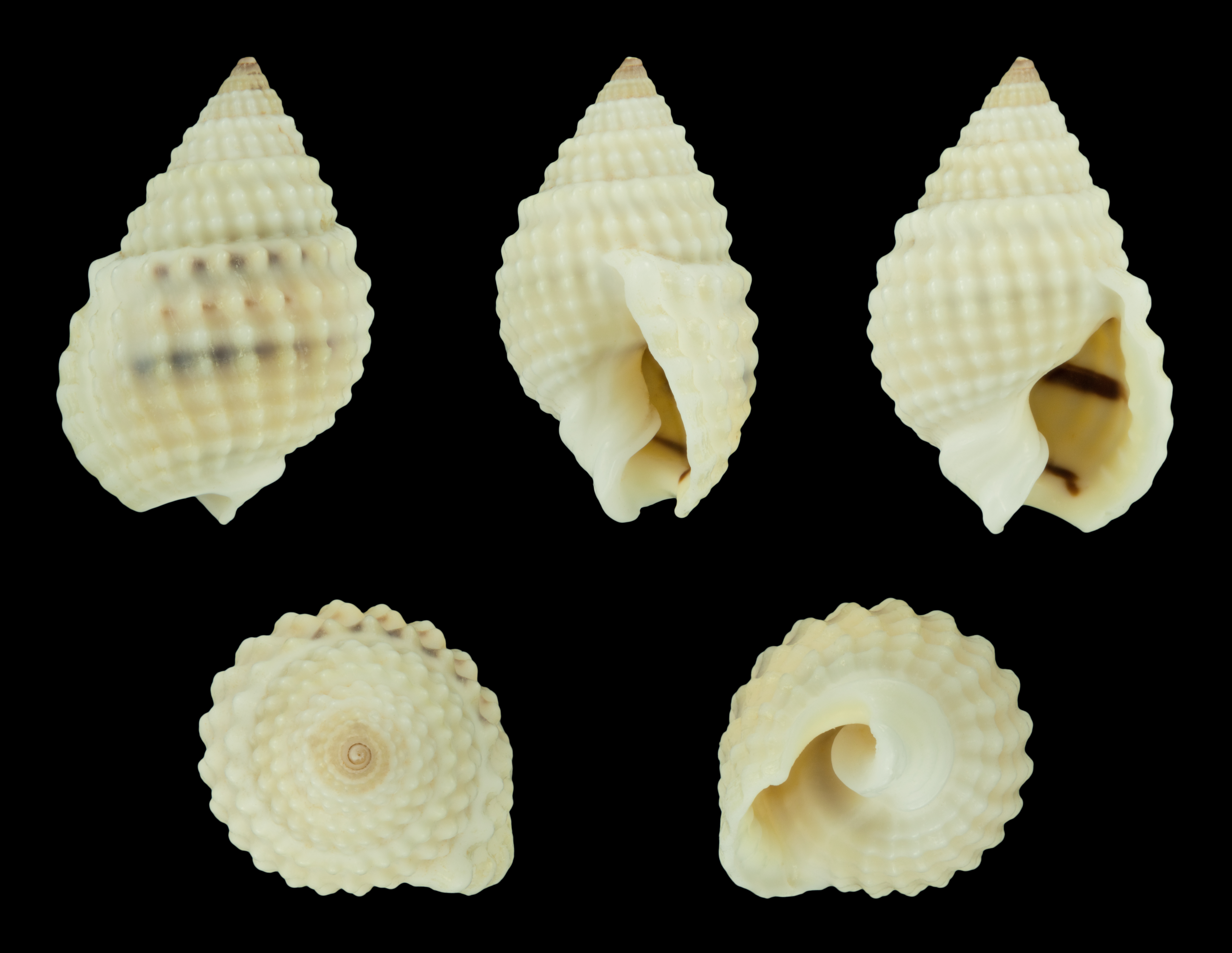
Nassarius (Niotha) gruneri
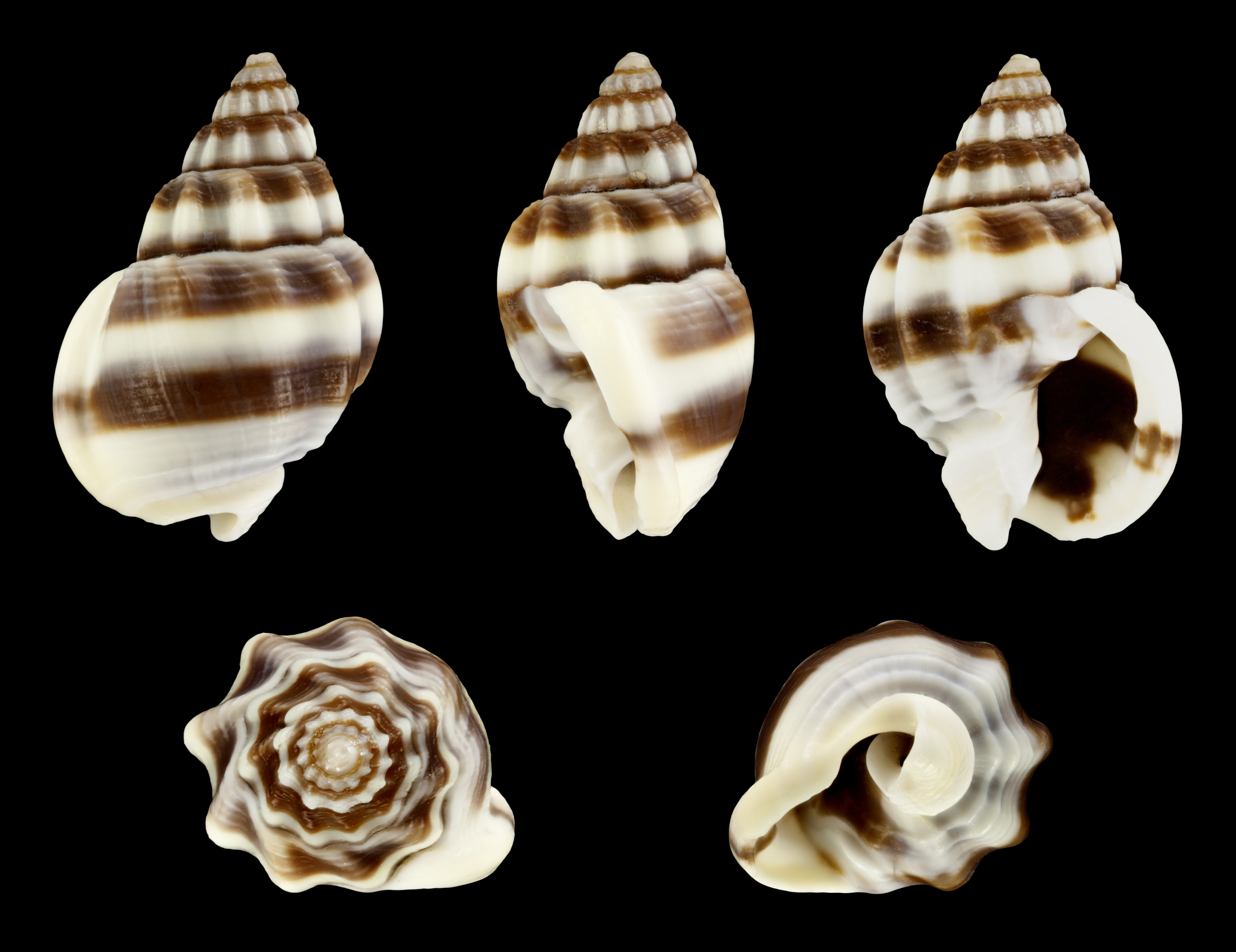
Nassarius (Niotha) jacksonianus
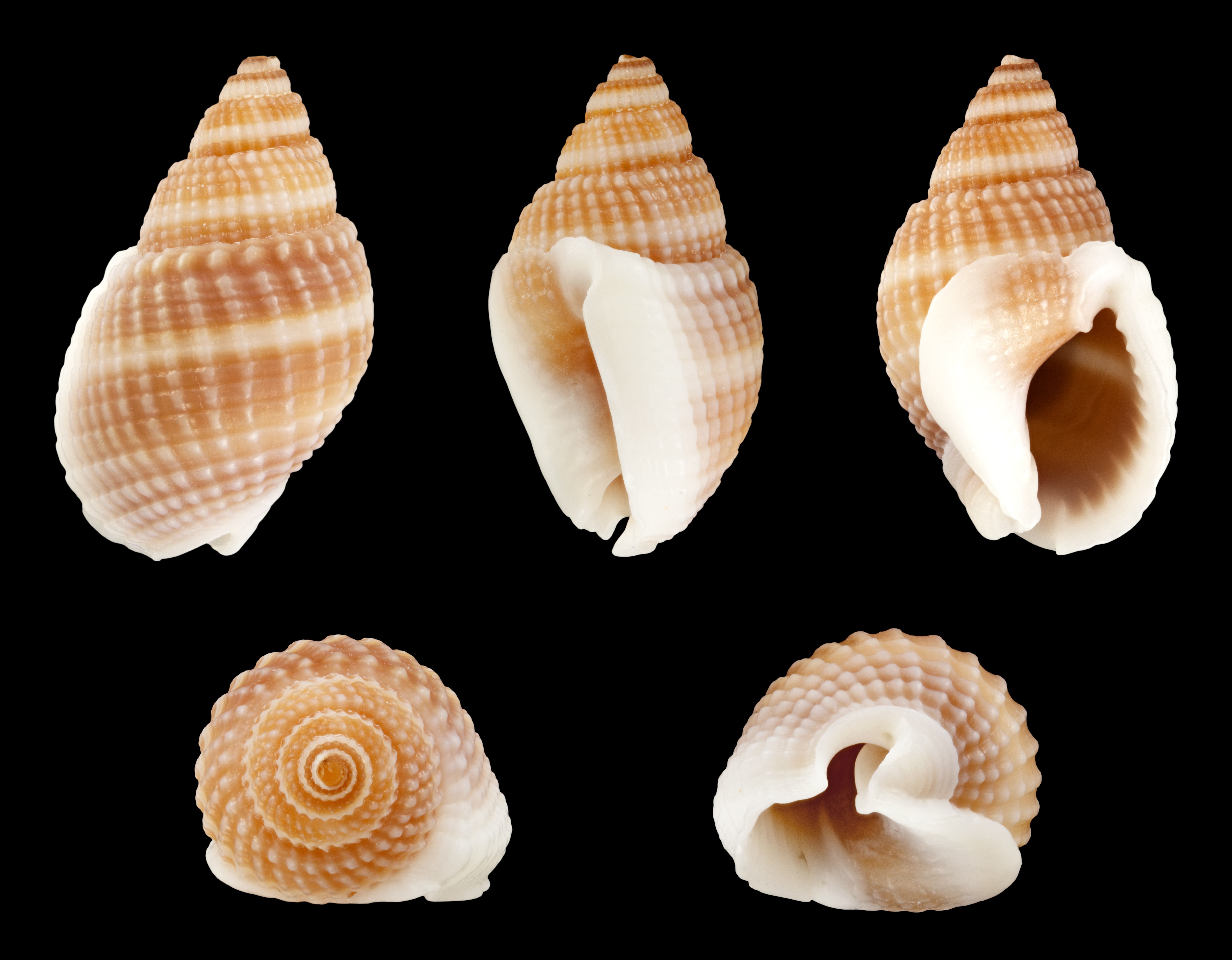
Nassarius (Niotha) livescens
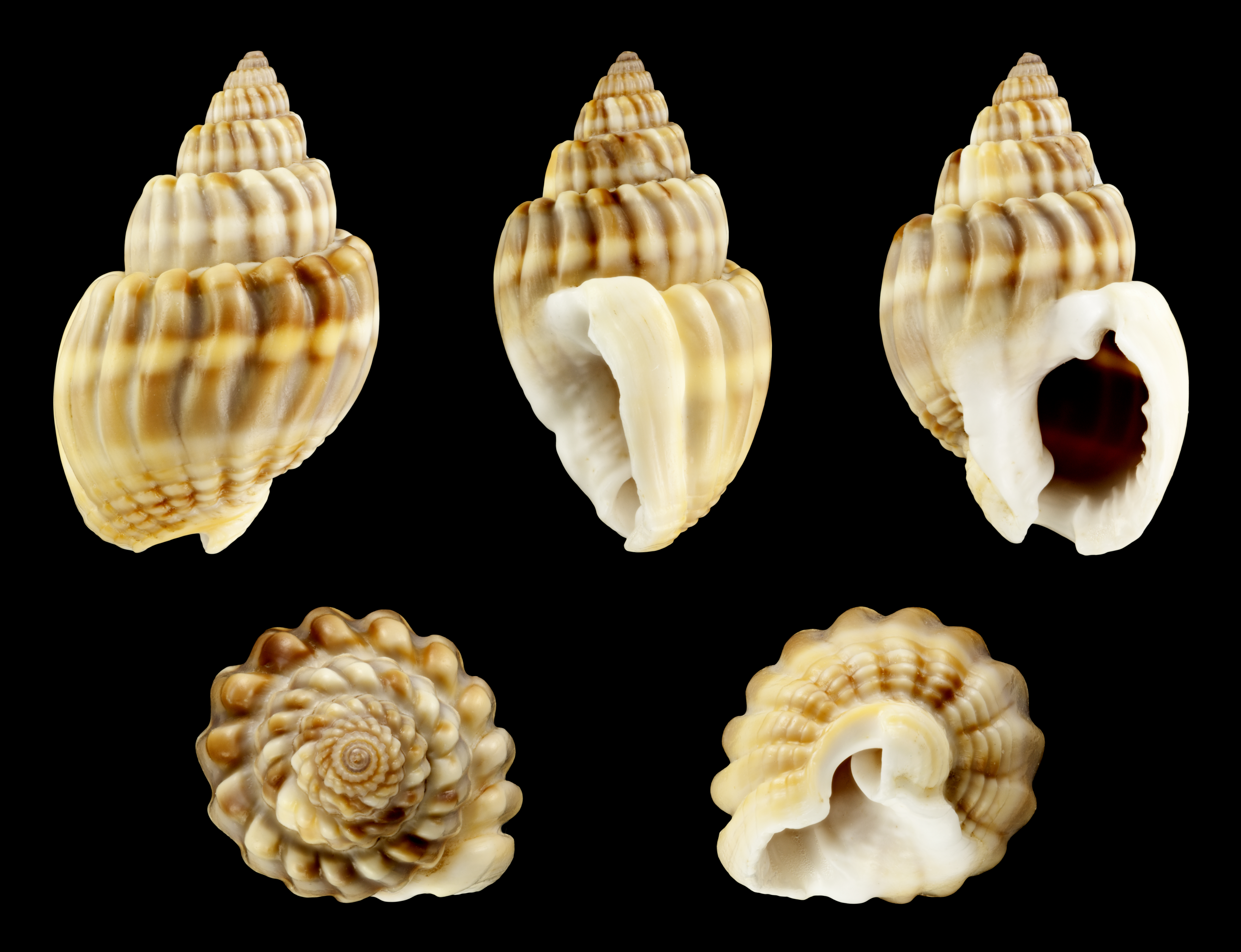
Nassarius (Niotha) nodiferus
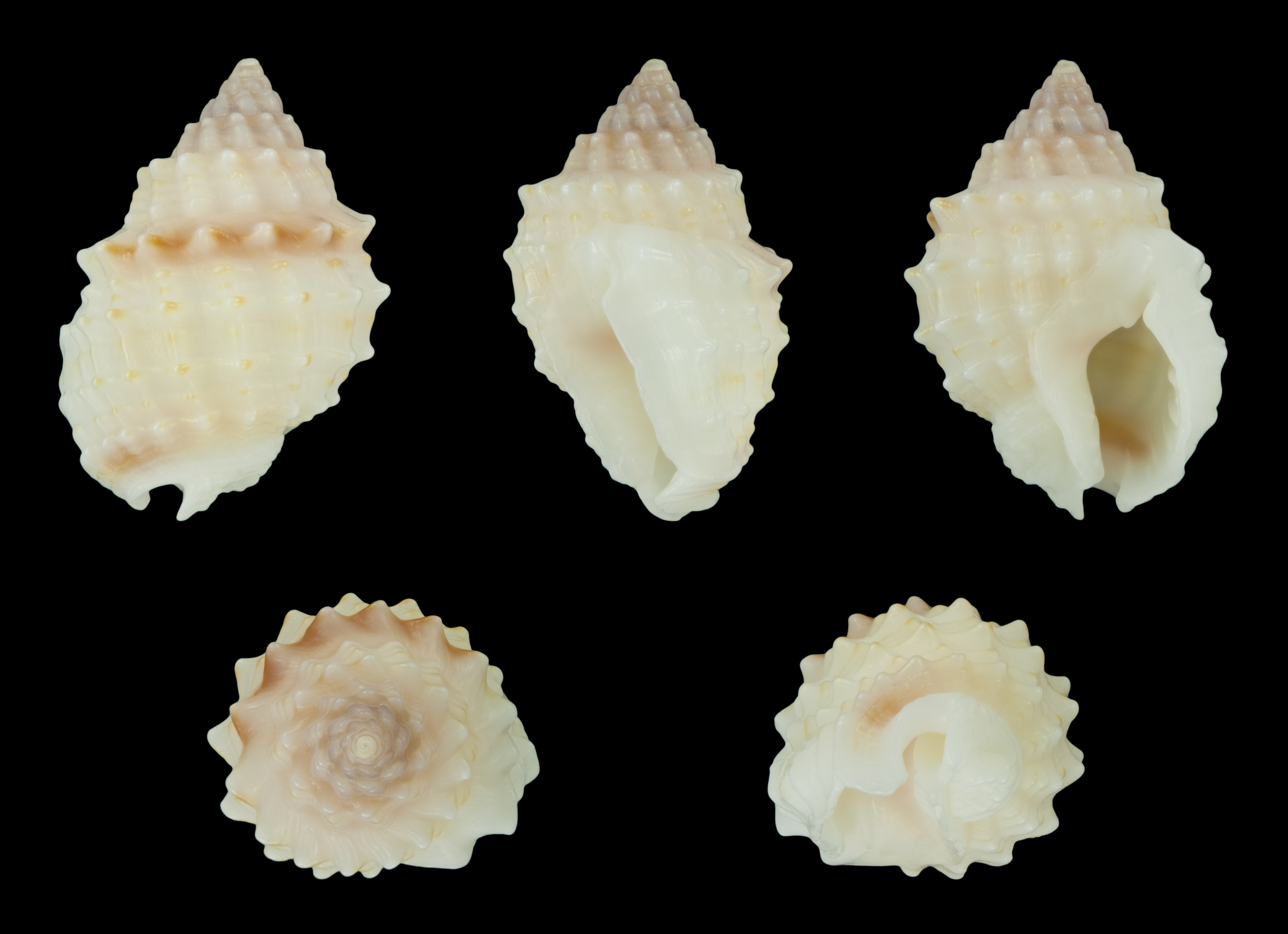
Nassarius (Niotha) quadrasi
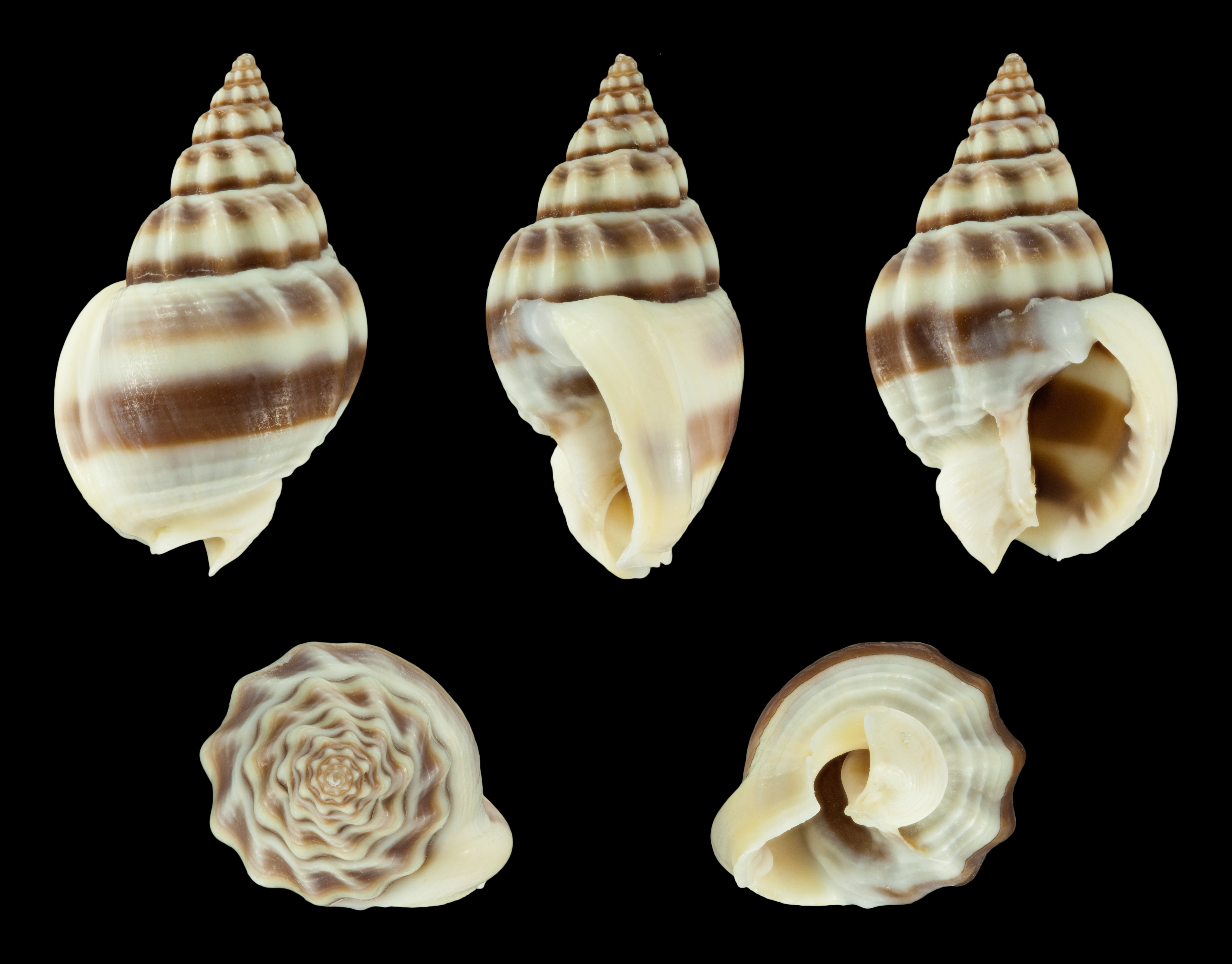
Nassarius (Niotha) stolatus
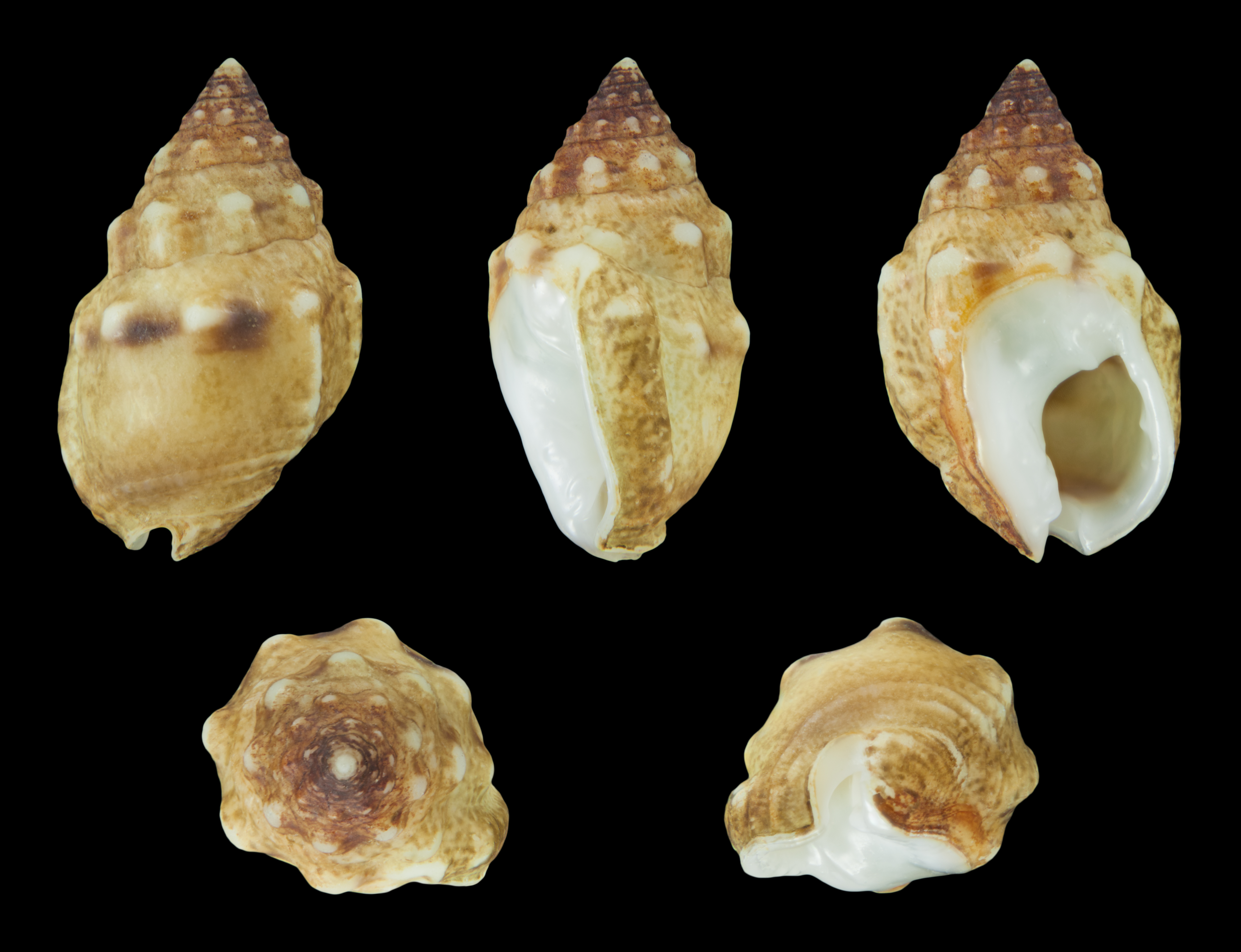
Nassarius (Niotha) tiarula
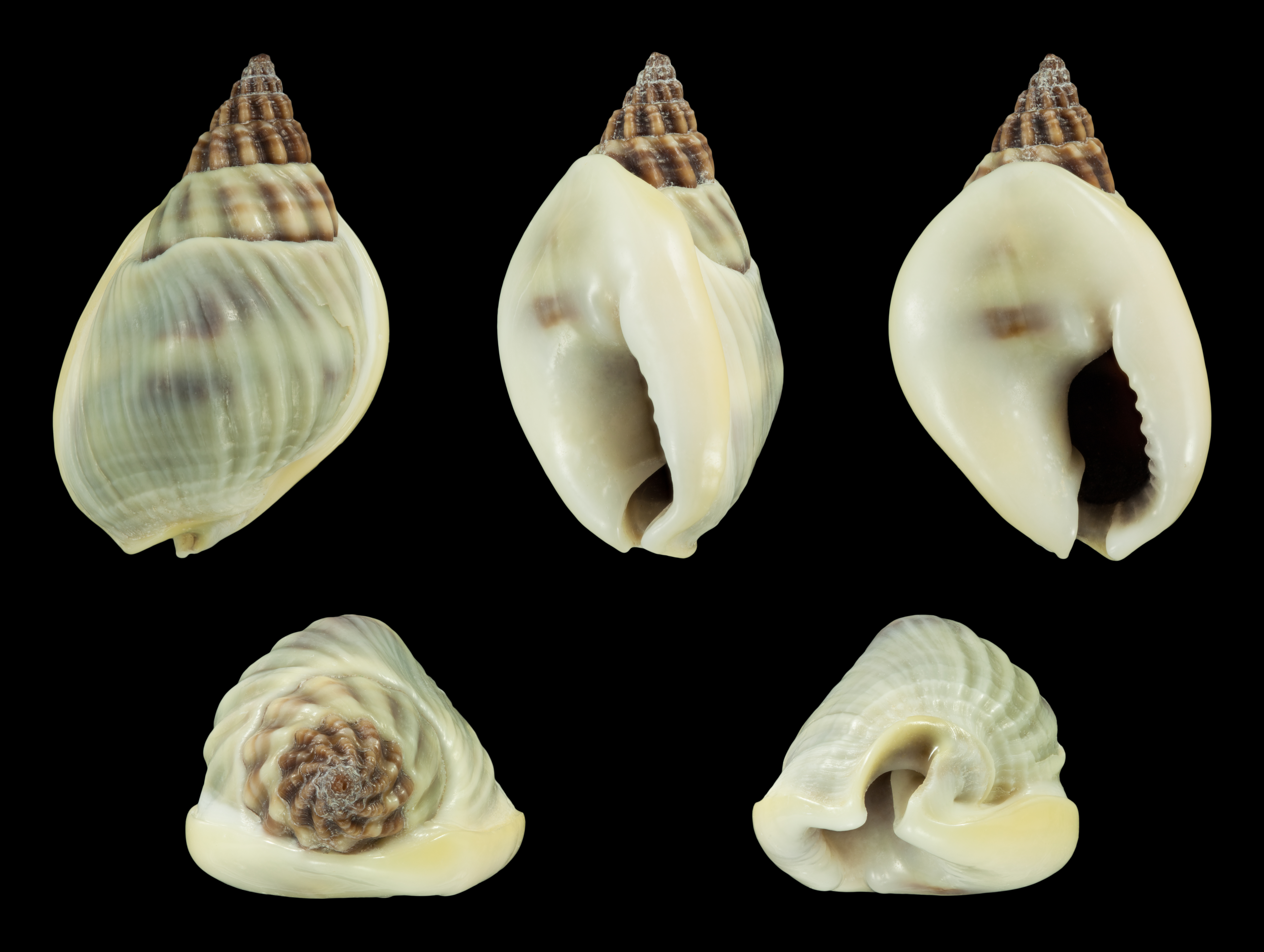
Nassarius (Plicarcularia) bellulus
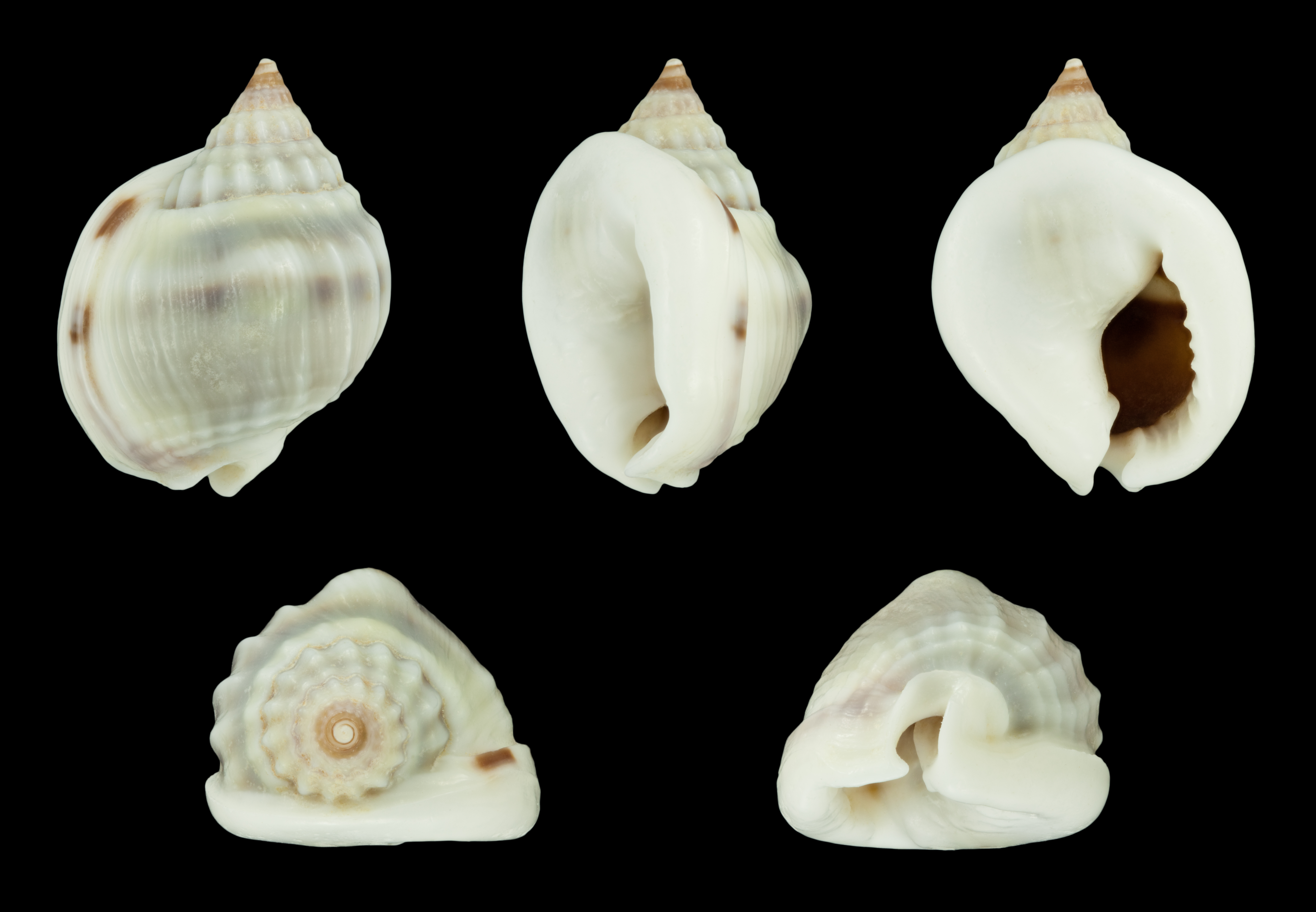
Nassarius (Plicarcularia) bimaculosus
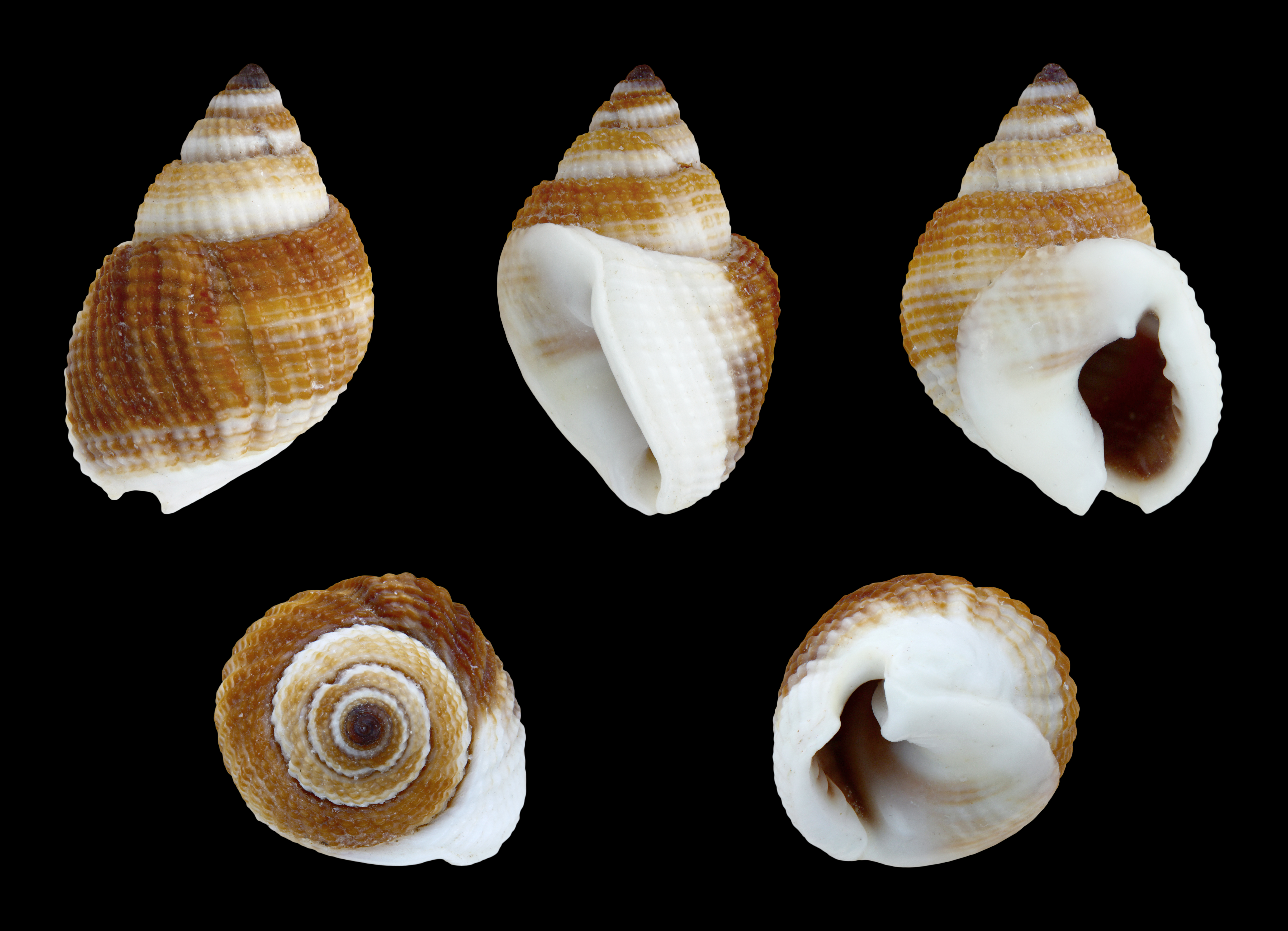
Nassarius (Plicarcularia) elegantissimus
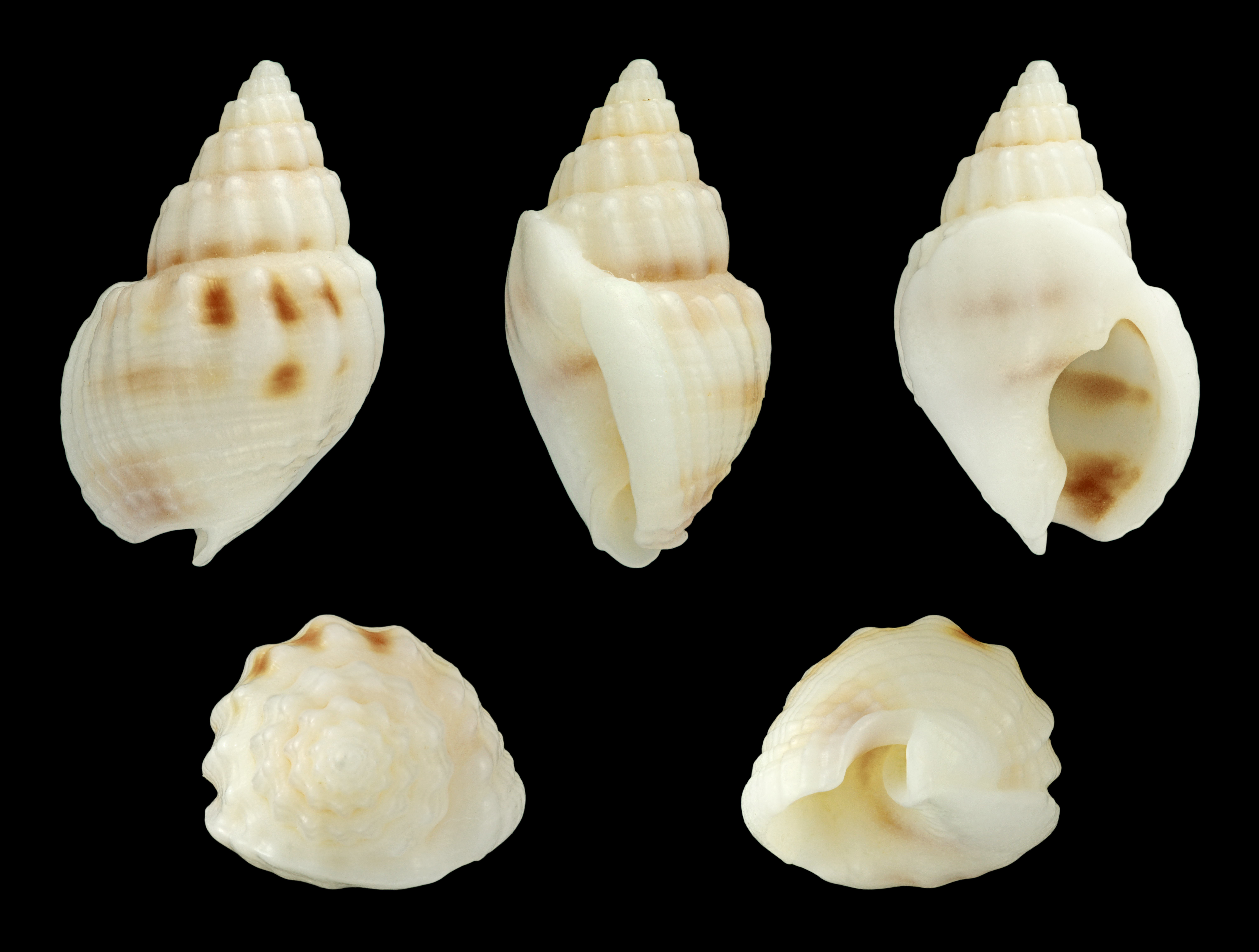
Nassarius (Plicarcularia) fissilabris
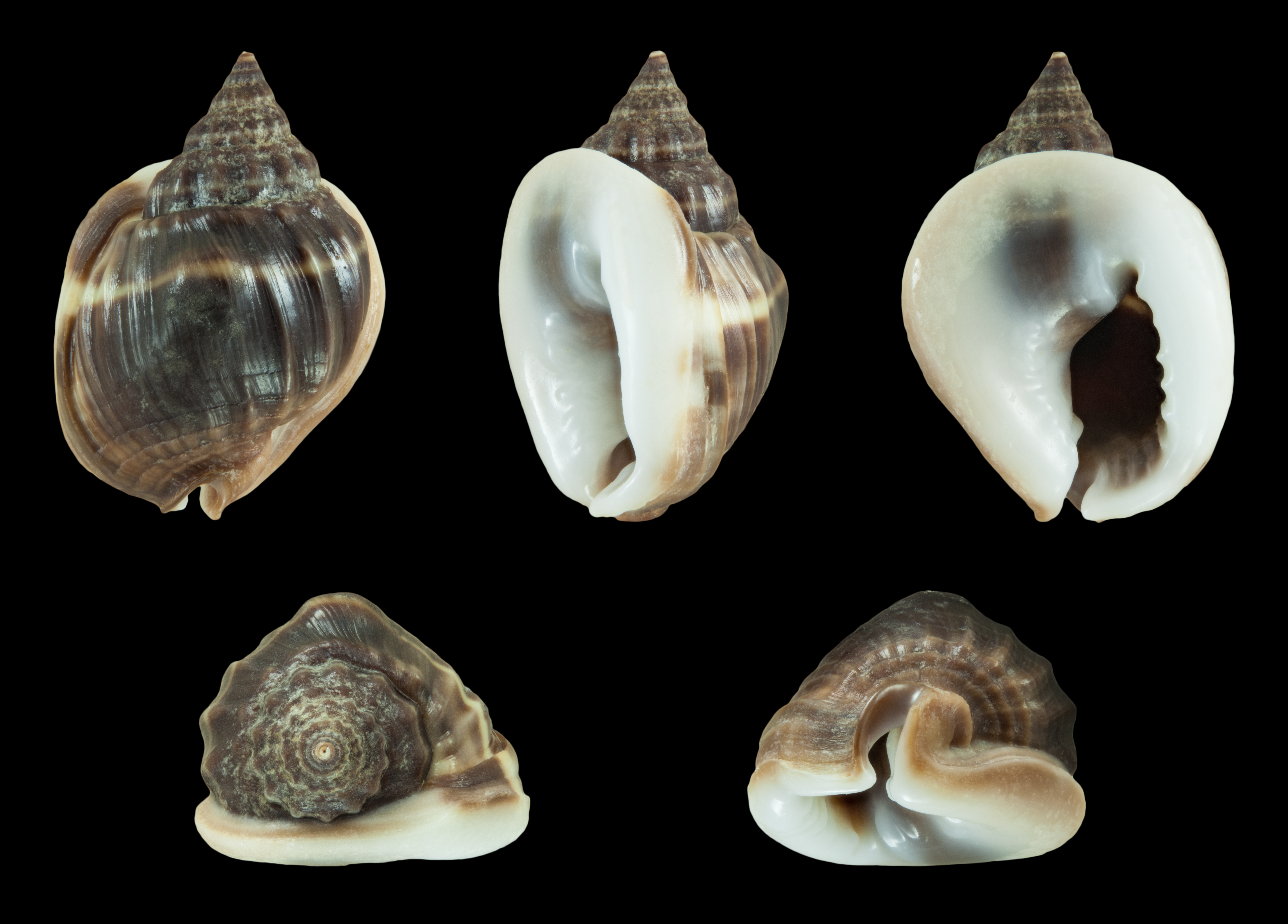
Nassarius (Plicarcularia) pullus
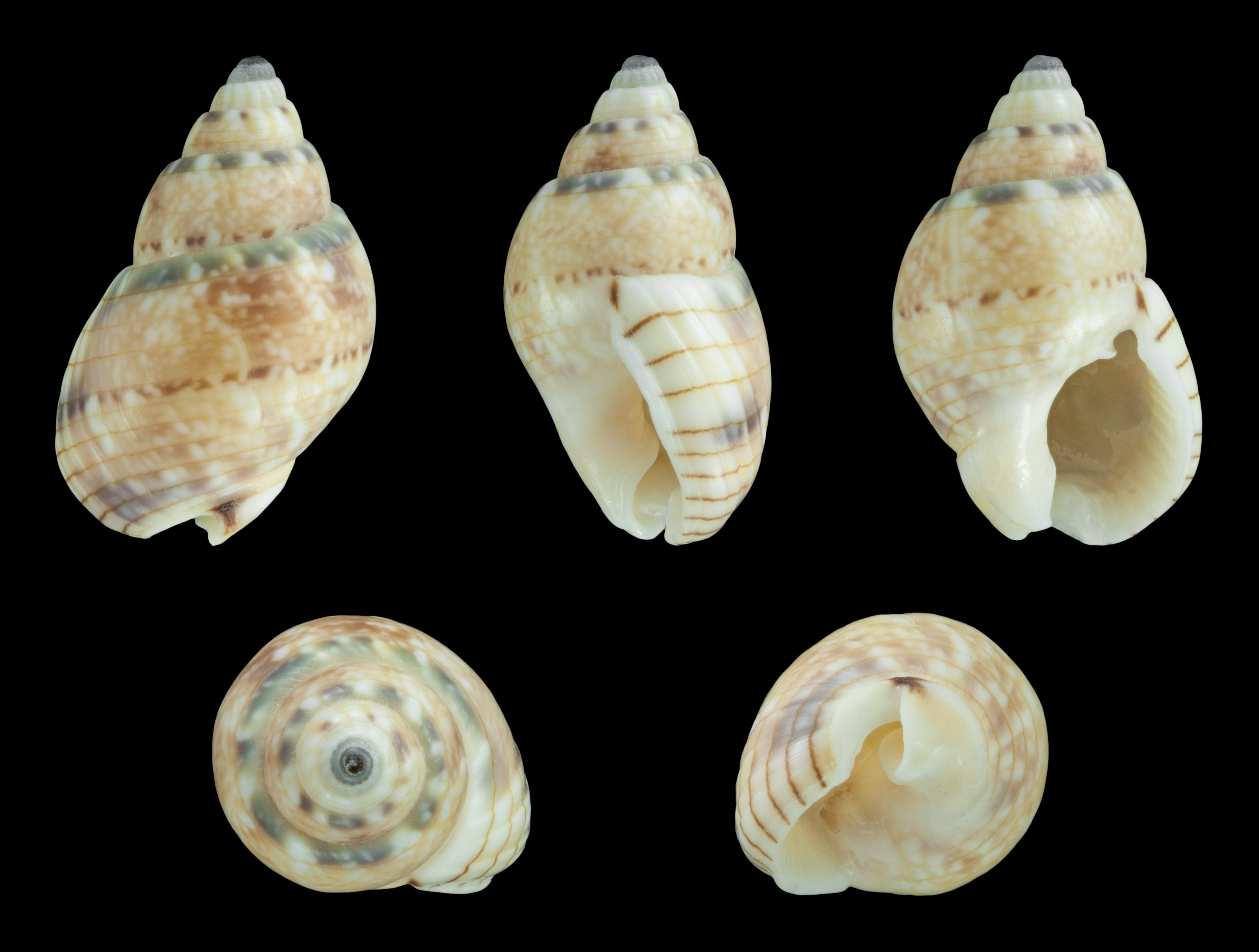
Nassarius (Telasco) limnaeiformis
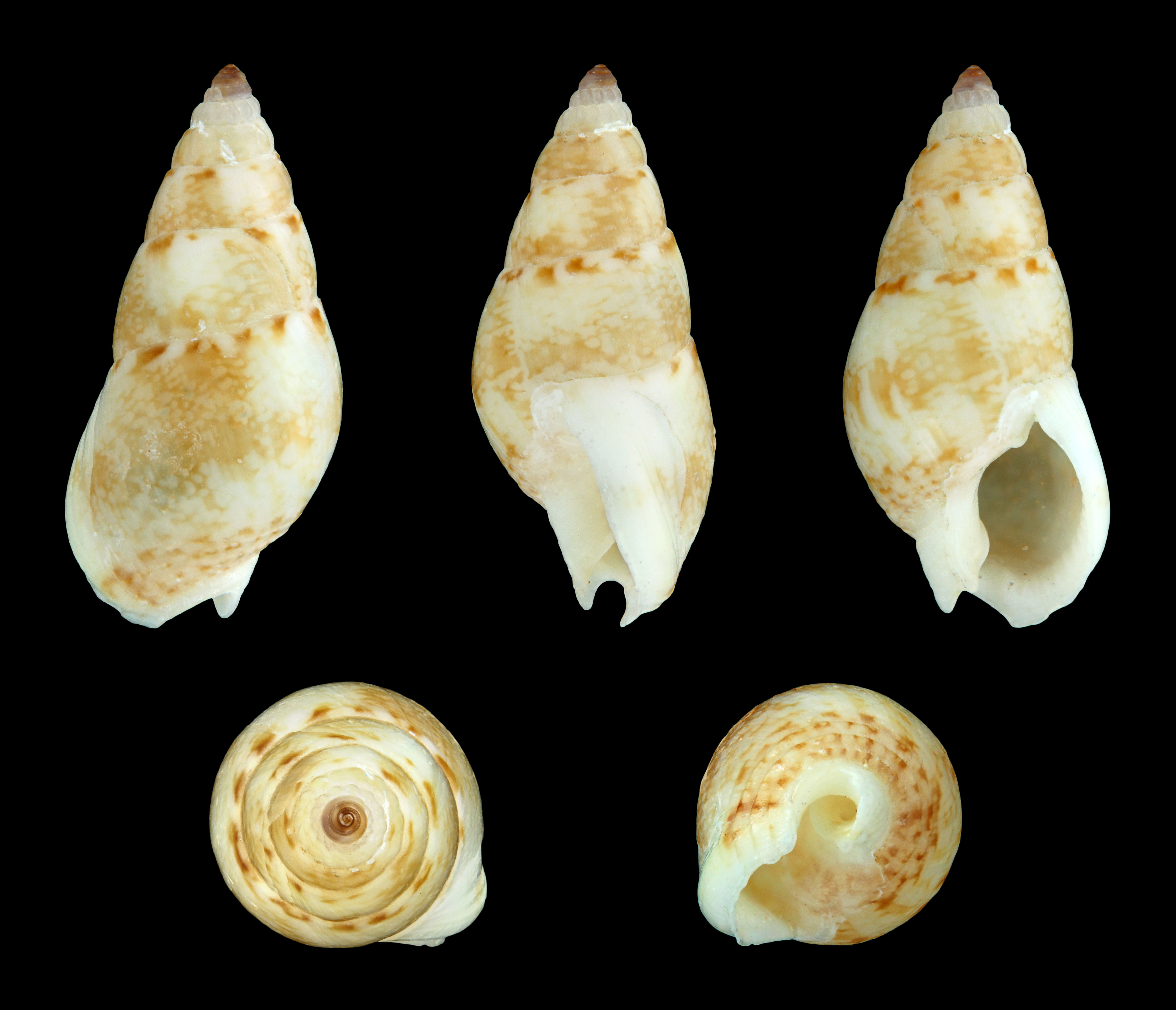
Nassarius (Telasco) multipunctatus
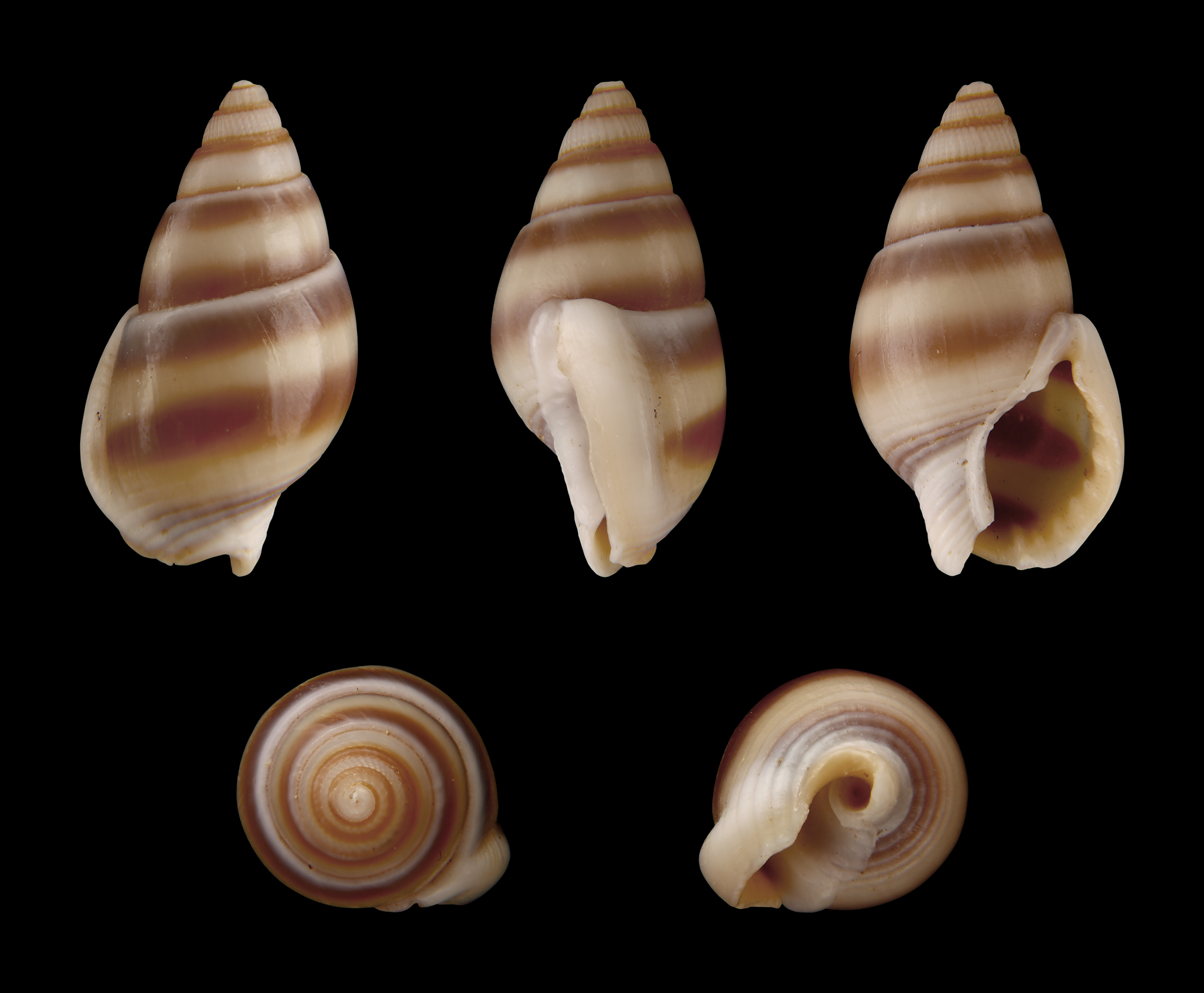
Nassarius (Telasco) reeveanus f. zonalis
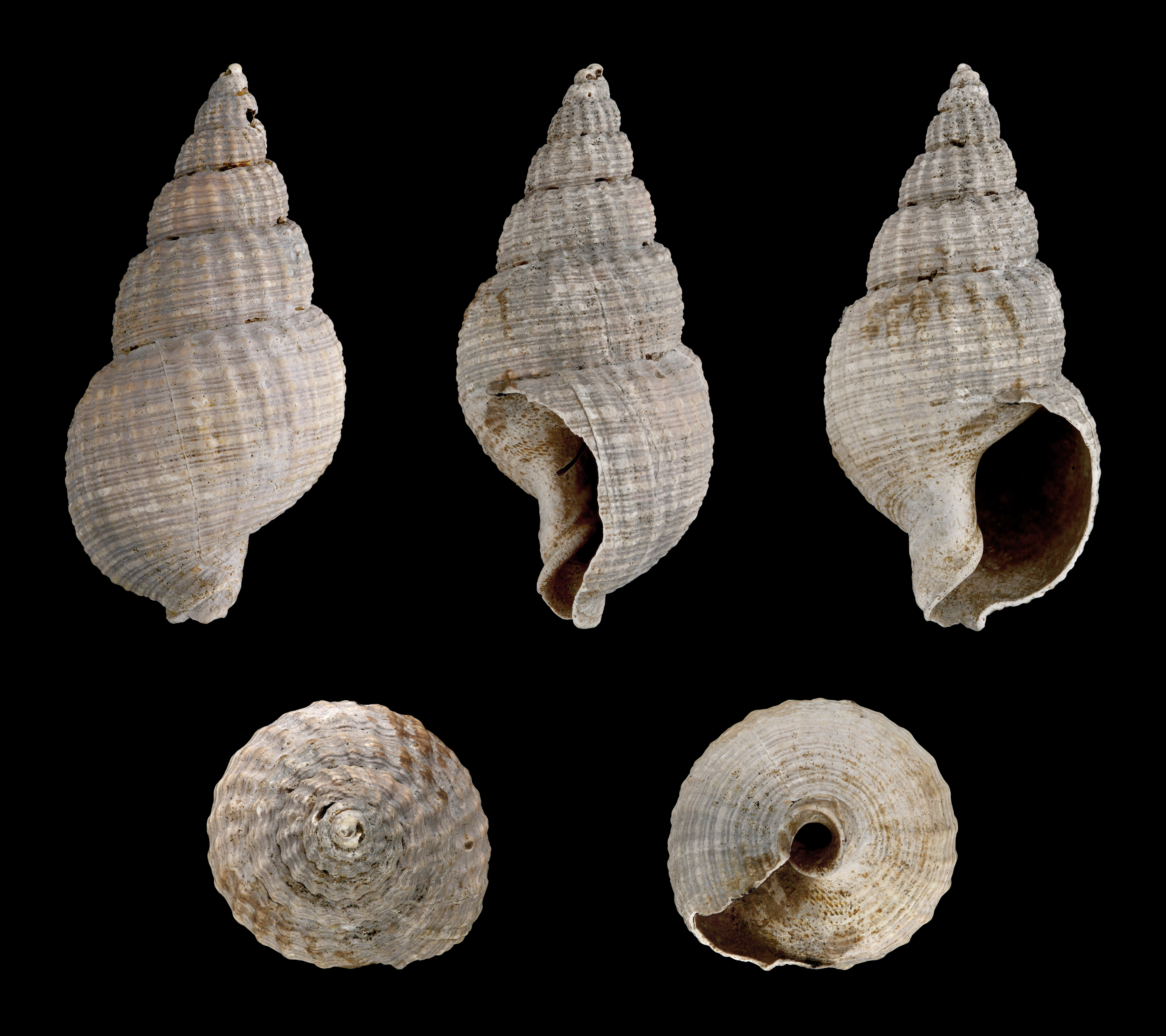
Nassarius (Uzita) reticosus
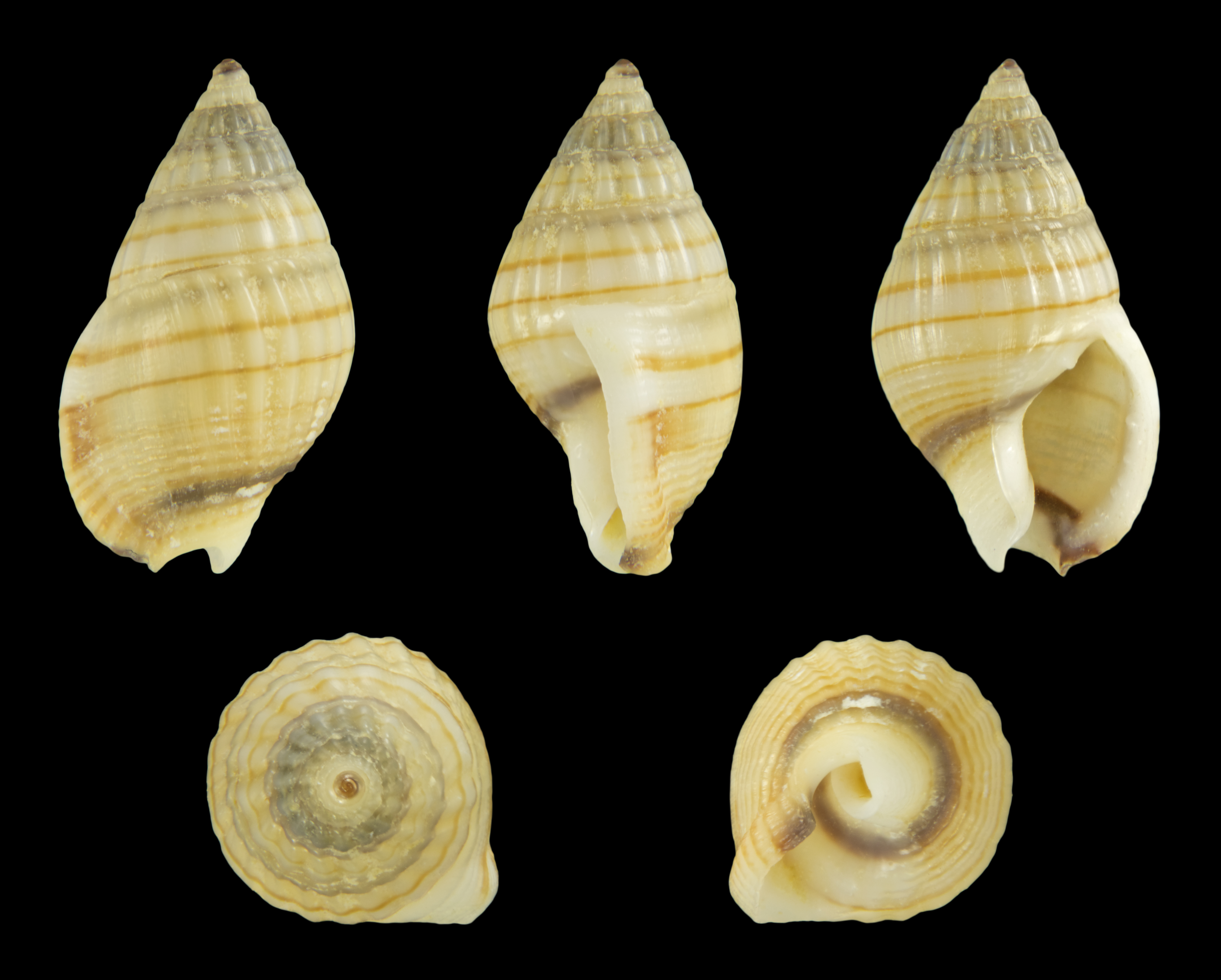
Nassarius (Zeuxis) celebensis
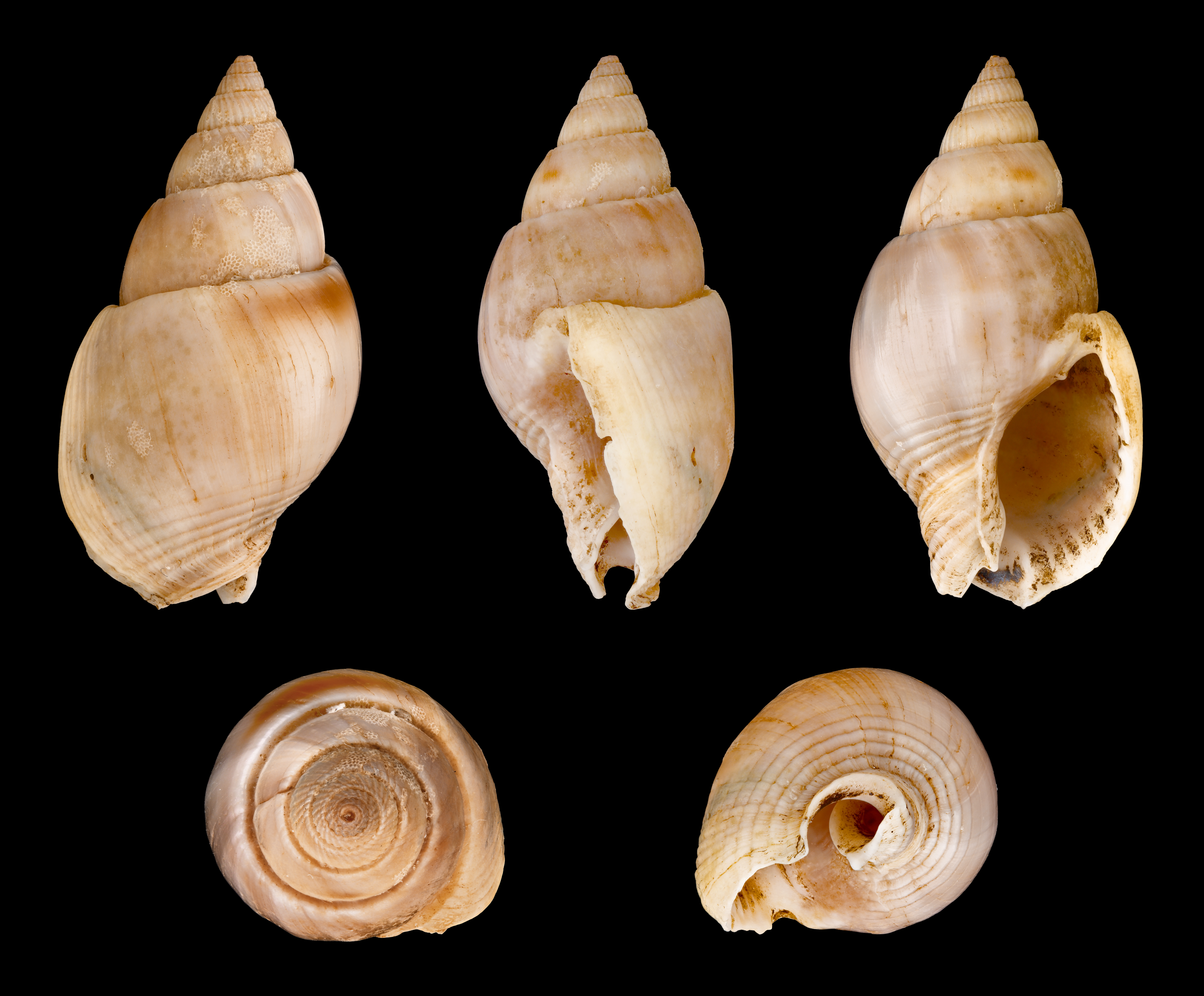
Nassarius (Zeuxis) dorsatus
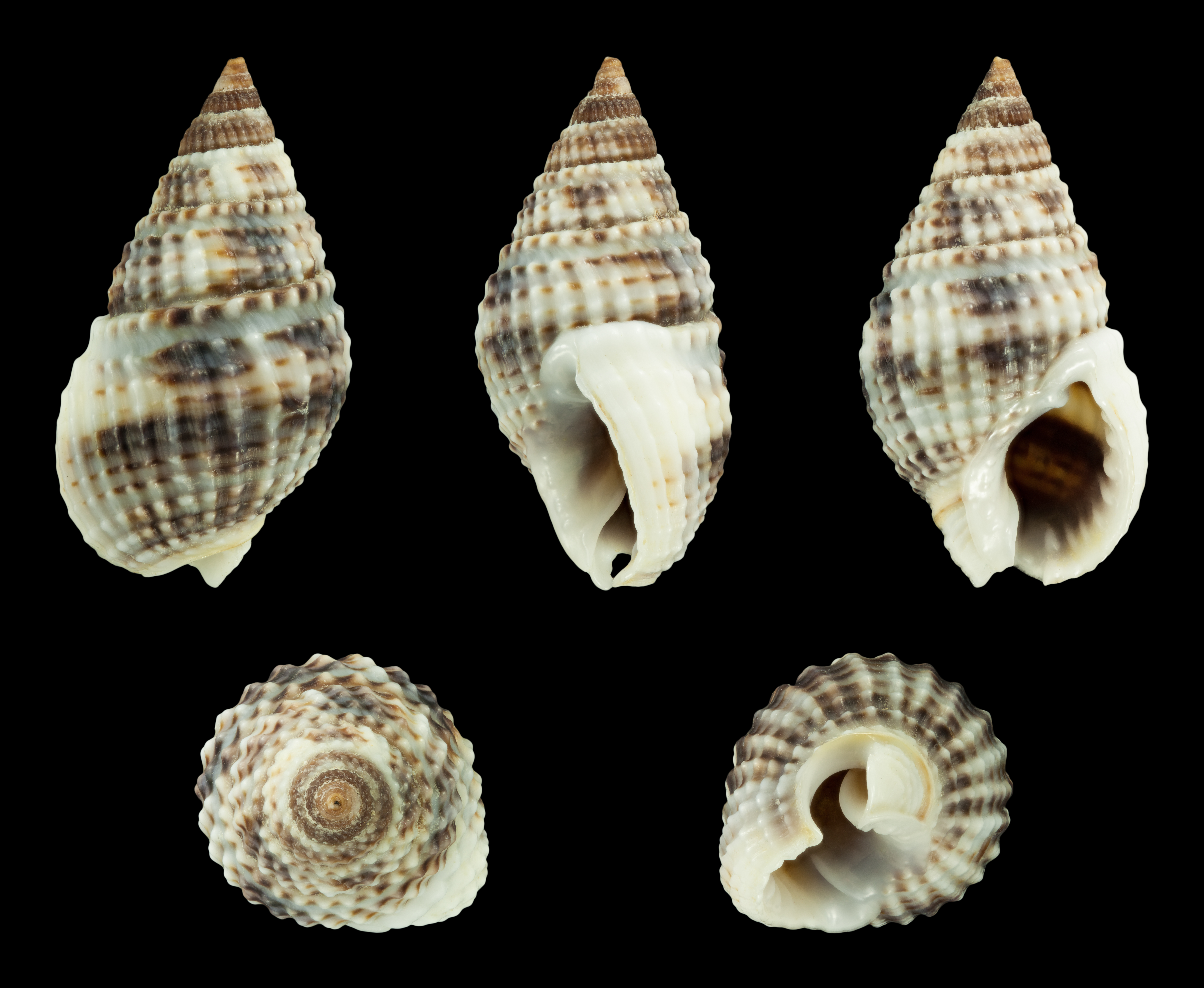
Nassarius (Zeuxis) margaritifer
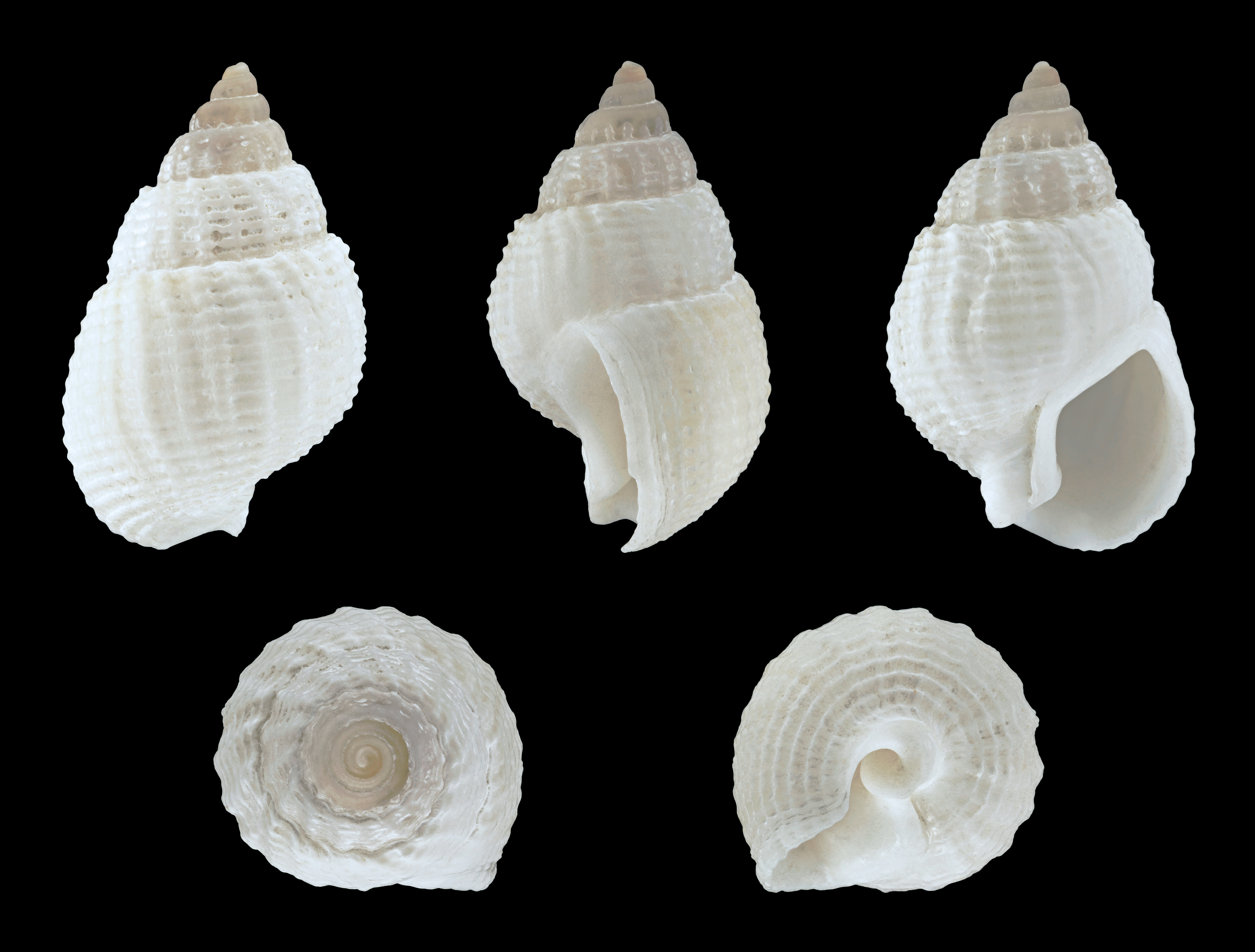
Nassarius (Zeuxis) niveus
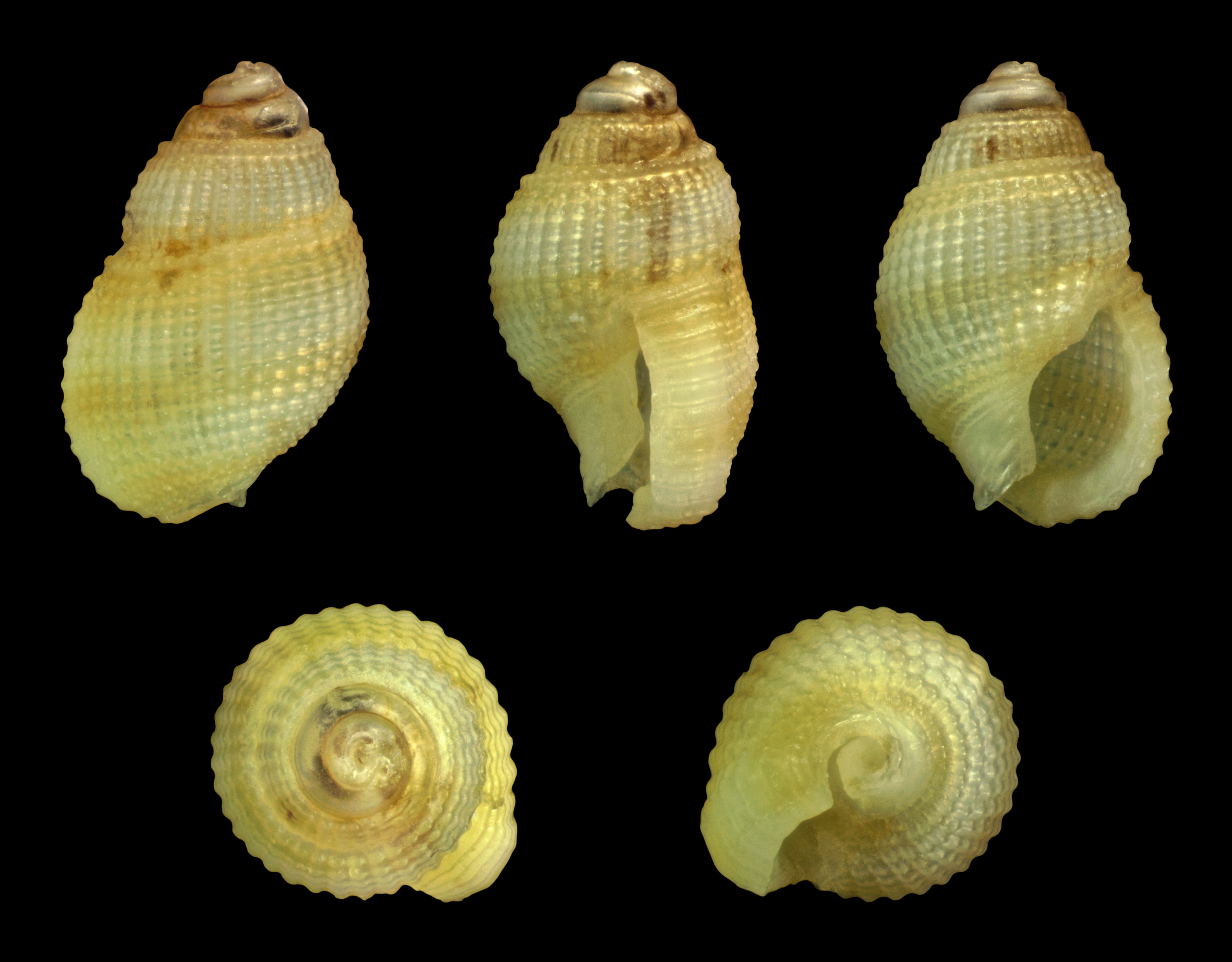
Nassarius (Zeuxis) ocellatus
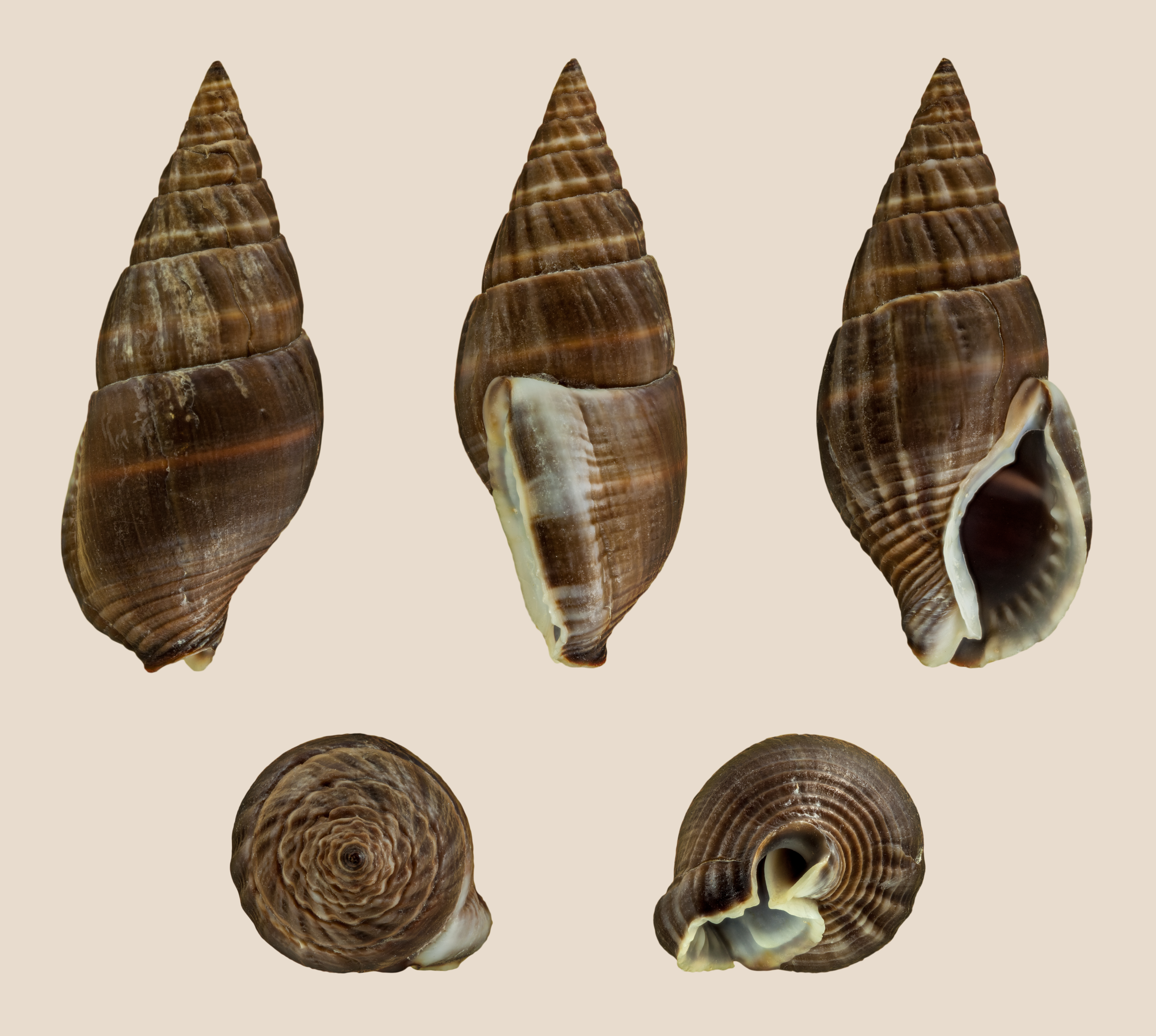
Nassarius (Zeuxis) olivaceus
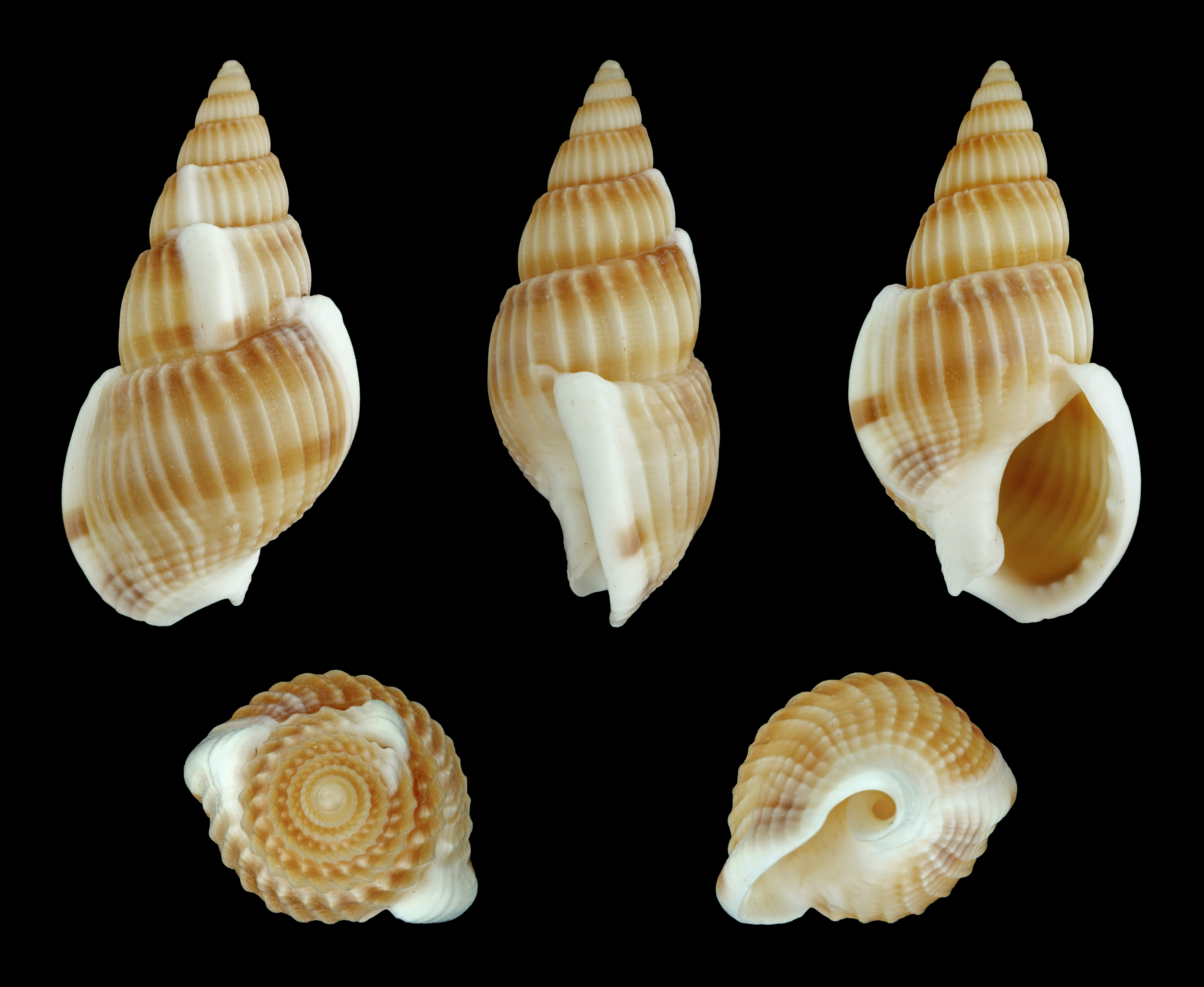
Nassarius (Zeuxis) variciferus